# Historia transgénero
Las personas transgénero han existido en las culturas de todo el mundo desde la antigüedad. Los términos y significados modernos de "transgénero", "género", "identidad de género" y "rol de género" no surgieron hasta las décadas de 1950 y 1960. Como resultado, las opiniones varían en cuanto a cómo categorizar los relatos históricos de las personas e identidades de género variable.
Textos sumerios y acadios de hace 4.500 años documentan sacerdotes conocidos como galas que pueden haber sido transgénero. Hay representaciones probables en el arte del Mediterráneo desde hace 9.000 a 3.700 años. En la antigua Grecia, Frigia y Roma, había sacerdotes galli que algunos estudiosos creen que eran mujeres trans. El emperador romano Elagabalus (m. 222 d. C.) prefería que le llamaran dama (en lugar de señor) y pretendió someterse a una cirugía de reasignación de sexo. En la actualidad se le ha considerado una figura trans. Los Hijras en el subcontinente indio y los kathoeys en Tailandia han formado comunidades sociales y espirituales de tercer género transfemenino desde la antigüedad, y su presencia está documentada desde hace miles de años en textos que también mencionan figuras masculinas trans. En la actualidad, al menos medio millón de hijras viven en la India y otro medio millón en Bangladés, reconocidos legalmente como un tercer género, y muchas personas trans son aceptadas en Tailandia. En Arabia, los khanith actuales (como los anteriores mukhannathun) desempeñan un papel de tercer género atestiguado desde el año 600 d. C. En África, muchas sociedades tienen roles tradicionales para mujeres y hombres trans, algunos de los cuales persisten en la era moderna. En las Américas anteriores a la colonización europea, así como en algunas culturas indígenas norteamericanas contemporáneas, existen roles sociales y ceremoniales para las personas del tercer género, o aquellas cuya expresión de género se transforma, como los Navajo Nádleehi o el Zuñi Lhamana.
En la Edad Media, relatos de toda Europa documentan la existencia de personas transgénero. El lamento de Kalonymus ben Kalonymus por haber nacido hombre en lugar de mujer se ha considerado un relato temprano de disforia de género. John/Eleanor Rykener, una británica de cuerpo masculino arrestada en 1394 mientras vivía y hacía trabajo sexual vestida de mujer, ha sido considerada como una mujer trans. En los Balcanes, desde el año 1400, las personas de sexo femenino han hecho la transición para vivir como hombres, llamados virgenes juramentadas. En Japón, los relatos de personas trans se remontan al periodo Edo. En Indonesia, hay millones de waria trans/tercer género, y los bugis de Sulawesi reconocen cinco géneros. En Oceanía, los roles trans/terceros géneros como el akava'ine, fa'afafine y fakaleiti existen entre los maoríes de las Islas Cook, los samoanos y los tonganos.
En la América colonial, Thomas(ine) Hall en la década de 1600 adoptó ropas y roles tanto de hombre como de mujer, mientras que en 1776 el Amigo Público Universal rechazó tanto el nombre de nacimiento como los pronombres de género. Durante el siglo XIX, algunas personas empezaron una nueva vida como hombres y sirvieron en el ejército, como Albert Cashier y James Barry, o hicieron una transición de otro tipo, como Joseph Lobdell; las mujeres trans como Frances Thompson también hicieron una transición. En 1895, la autobiógrafa trans Jennie June y otras personas organizaron el Cercle Hermaphroditos; en la década de 1900, el músico Billy Tipton vivió como hombre, mientras que Lucy Hicks Anderson recibió el apoyo de sus padres y de la comunidad para ser mujer.
Karl M. Baer (en 1906) y Alan L. Hart (1917) se sometieron a las primeras cirugías de reasignación de mujer a hombre, mientras que en 1930 y 1931 Dora Richter y Lili Elbe se sometieron a las primeras cirugías de hombre a mujer, incluyendo (en el caso de Elbe) un trasplante de ovarios y útero. Baer, Richter y Elbe contaron con la ayuda de Magnus Hirschfeld, cuyo trabajo pionero en el Institut für Sexualwissenschaft para la medicina y los derechos trans fue destruido por los nazis en 1933. En 1952, la transición de la mujer trans estadounidense Christine Jorgensen dio a conocer la cirugía de reasignación de sexo en Norteamérica, mientras que la transición de Coccinelle en 1958 hizo lo mismo en Europa. La lucha popular por los derechos trans se hizo más visible con la lucha de personas trans y homosexuales contra la policía en los disturbios de Cooper Do-nuts de 1959, los Disturbios de la cafetería Compton's de 1966 y los Disturbios de Stonewall de 1969, estos últimos durando varios días. En la década de 1970, Lou Sullivan fue pionero en la visibilidad de los hombres trans gays y organizó lo que se convirtió en FTM International. Al mismo tiempo, algunas feministas se opusieron a la inclusión de las mujeres trans, creando lo que más tarde se conoció como feminismo radical trans-excluyente. En las décadas de 1990 y 2000, se inició el Día Internacional de la Memoria Transgénero y las marchas trans se hicieron más comunes; las personas trans fueron elegidas para cargos públicos; y las acciones legislativas y judiciales comenzaron a reconocer los derechos de las personas trans en algunos países (especialmente en Occidente, India y el sur de África). Al mismo tiempo, otros países (especialmente en el resto de África, Asia Central y Arabia) restringen los derechos de las personas trans debido a la transfobia.

## Medicalización
El antiguo griego Hipócrates (interpretando los escritos de Heródoto) habla brevemente de los individuos transgénero. Describe la "enfermedad de los escitas" (en relación con los Enarei), que atribuye a la impotencia debida a montar en un caballo sin estribos. La referencia de Hipócrates fue discutida en profundidad por los escritos médicos de los años 1500–1700. Pierre Petit escribiendo en 1596 consideraba la "enfermedad de los escitas" como una variación natural, pero en el siglo XVIII los escritores la consideraban una enfermedad psiquiátrica "melancólica" o "histérica". A principios del siglo XIX, se afirmaba que el hecho de ser transgénero era ampliamente conocido, pero seguía estando poco documentado. Tanto mujeres trans como hombres trans fueron citados en manicomios europeos de principios de 1800. El relato más completo de la época procede de la vida de Charles de Beaumont (1728–1810). A medida que el travestismo se fue extendiendo a finales del siglo XIX, el debate sobre las personas transgénero aumentó enormemente y los escritores intentaron explicar los orígenes de ser transgénero. Gran parte de los estudios salieron de Alemania y se exportaron a otros públicos occidentales. Hasta finales del siglo XIX, el travestismo se consideraba de forma pragmática, ya que hasta entonces había servido para la sátira o el disfraz. Pero en la segunda mitad del siglo XIX, el travestismo y la transexualidad pasaron a considerarse un peligro social cada vez mayor.: 1415–1425 
William A. Hammond escribió en 1882 un relato sobre los chamanes Pueblo transgénero (mujerados), comparándolos con la enfermedad escita. Otros escritores de finales de los años 1700 y 1800 (incluidos los asociados de Hammond en la American Neurological Association) habían señalado la naturaleza generalizada de las prácticas culturales transgénero entre los pueblos nativos. Las explicaciones variaban, pero los autores generalmente no atribuían las prácticas transgénero nativas a causas psiquiátricas, sino que condenaban las prácticas en un sentido religioso y moral. Los grupos nativos proporcionaron muchos estudios sobre el tema, y quizás la mayoría de todos los estudios hasta después de la Segunda Guerra Mundial.: 1415–1425 
Los estudios críticos comenzaron a surgir a finales del siglo XIX en Alemania, con los trabajos de Magnus Hirschfeld. Hirschfeld acuñó el término "travesti" en 1910, a medida que crecía el ámbito de estudio de la transexualidad. Su trabajo llevaría a la fundación en 1919 del Institut für Sexualwissenschaft en Berlín. Aunque el legado de Hirschfeld es discutido, revolucionó el campo de estudio. El Instituto fue destruido cuando los nazis tomaron el poder en 1933, y sus investigaciones fueron tristemente quemadas en la quema de libros de los nazis de mayo de 1933. Los temas relacionados con la transexualidad pasaron prácticamente desapercibidos hasta después de la Segunda Guerra Mundial. Incluso cuando resurgieron, reflejaron un enfoque de psicología forense, a diferencia del más sexológico que se había empleado en la investigación alemana perdida.: 1415–1425 

## África

### Antiguo Egipto
El antiguo Egipto tenía terceras categorías de género, incluso para los eunucos. 
En la Historia de los dos hermanos (de hace 3.200 años), Bata se quita el pene y le dice a su mujer "soy una mujer igual que tú"; un estudioso moderno lo llamó temporalmente (antes de que le restauren el cuerpo) "transgénero". Mut, Sekhmet y otras diosas se representan a veces de forma andrógina, con el pene erecto, y Anat lleva ropa de hombre y de mujer.

### África del Norte
Las personas trans en África del Norte se enfrentan al estigma y no pueden cambiar su género legal ni acceder a terapia hormonal o a cirugía de reasignación en Marruecos, pero en 2018 algunas fundaron un grupo para oponerse a la discriminación. En Argelia, las personas trans viven en su mayoría en la sombra, o se refugian en Francia; en 2014 se lanzó la primera revista LGBT del país, El Shad, y se perfilaron varias personas trans. En Túnez, las personas trans han sido detenidas, encarceladas y torturadas; algunas buscan asilo en Grecia. En la actualidad, Egipto también es hostil hacia las personas transgénero, que son objeto de detención.
Los nuba de Sudán (incluidos los pueblos otoro nuba, nyima, tira, krongo nuba, y mesakin), tienen roles tradicionales para personas con asignación masculina al nacer que se visten y viven como mujeres y pueden casarse con hombres, lo que se ha considerado como roles transgénero. Sin embargo, las personas trans se enfrentan a la discriminación en el Estado moderno sudanés, y el travestismo es ilegal.
Para la historia de África romana y bizantina, véase § Antigua Grecia, la antigua Roma y Bizancio; para África otomana, véase § Imperio Otomano.

### África Occidental
En la época moderna, el pueblo Igbo, al igual que muchos otros pueblos, tenía roles de género y transgénero, incluso para las mujeres que adoptan la condición de hombres y se casan con mujeres, una práctica que también existe entre los Dahomey (Fon) de Benín y que se ha considerado tanto desde el punto de vista transgénero como homosexual. El antropólogo John McCall documentó a un Igbo de Ohafia llamado Nne Uko Uma Awa asignada al sexo femenino al nacer, que vestía y se comportaba como un chico desde la infancia, se unía a grupos de hombres y era esposo de dos mujeres; en 1991, Awa declaró "por creación estaba destinado a ser un hombre. Pero, por casualidad, al venir a este mundo vine con cuerpo de mujer. Por eso me vestí [de hombre]". Sin embargo, las personas trans en Nigeria se enfrentan al acoso y la violencia.
En el estado moderno de Ghana, las personas trans se enfrentan a la violencia y a la discriminación en el acceso a la sanidad, el trabajo, la educación y la vivienda, como también ocurre en otros estados de África occidental como Gambia.
Las personas trans se enfrentan a los abusos de la sociedad, del gobierno, de los medios de comunicación y de los médicos en Senegal, y son acosados (incluso por la policía) en Sierra Leona, pero han construido algunos espacios comunitarios subterráneos. La transfobia está muy extendida en el moderno Malí y las mujeres trans son a menudo golpeadas en las calles. En Liberia, las minorías sexuales forman parte de la sociedad desde hace mucho tiempo, y fundaron la Red Transgénero de Liberia en 2014, celebran un desfile anual y conmemoran el Día del Recuerdo Trans, pero también se enfrentan al acoso. Se beneficiaron del respaldo de Estados Unidos bajo el mandato de Obama y se vieron perjudicados por los recortes de la administración Trump, y por los liberianos que creen erróneamente que el estado de ser trans fue introducido en el país por Occidente.
En Costa de Marfil, las mujeres trans (especialmente las trabajadoras del sexo) sufren acoso y violencia, sobre todo desde las elecciones de 2011. Desde 2009, hay un concurso anual de drags, pero se centra más en los hombres homosexuales que en las mujeres trans o travestis. En el moderno Benín, una mujer trans contó con el apoyo de su madre y de los franceses para organizar a otros trans benineses, pero fue maltratada por otros familiares, amenazada por la policía y obligada a huir al extranjero. En Cabo Verde, la activista Tchinda Andrade salió del armario en 1998, llegando a ser tan conocida que las personas trans son llamadas localmente tchindas; en 2015, el documental Tchindas siguió su preparación para el carnaval anual. Las personas transgénero siguen siendo objeto de intolerancia, pero São Vicente, Cabo Verde es hoy uno de los lugares más tolerantes de África, lo que los lugareños atribuyen a su pequeño tamaño, que obliga a la gente a colaborar.

### África Central
En Camerún, las personas trans se enfrentan a la violencia y la discriminación en el acceso a la sanidad, el trabajo, la educación y la vivienda, y las mujeres trans han sido atacadas y encarceladas. En la actualidad, las personas trans de la República Democrática del Congo también sufren acoso. Los transexuales y los homosexuales de Ruanda viven más abiertamente y sufren menos violencia que en los estados vecinos, pero se enfrentan a cierto estigma. En Angola, en la década de 2010, la cantante trans Titica se enfrentó inicialmente a la violencia, pero se ha hecho popular, especialmente entre los jóvenes angoleños

### África Oriental
Entre los pueblos de habla suajili de Kenia, los hombres mashoga pueden adoptar nombres femeninos, casarse con hombres y realizar trabajos domésticos femeninos (mientras que mabasha se casa con mujeres).  Entre otros pueblos kenianos, los sacerdotes con asignación masculina (llamados mugawe entre el pueblo Meru y el pueblo Kikuyu) se visten y peinan como mujeres y pueden casarse con hombres, y han sido comparadas con las mujeres trans.
Entre el pueblo Nuer (en lo que hoy es Sudán del Sur y Etiopía), las personas de sexo femenino que no han tenido hijos pueden adoptar un estatus masculino, casarse con una mujer y ser consideradas como el padre de los hijos que tengan (una práctica que se ha considerado transgénero u homosexual); los Nuer también tienen un papel de macho a hembra. El pueblo maale de Etiopía también tienen un papel tradicional para los ashtime asignados al sexo masculino que asumen roles femeninos; tradicionalmente, servían como parejas sexuales para el rey en los días en que éste tenía prohibido ritualmente el sexo con las mujeres; con la introducción de la transfobia moderna, los ashtime pasaron a ser vistos como anormales en la década de 1970. El pueblo Amhara de Etiopía estigmatiza a las personas de su comunidad que adoptan una vestimenta femenina.
En la actualidad, en Uganda aumenta la transfobia y la homofobia, introducidas en los años 1800 y 1900 por los misioneros cristianos. y avivadas en la década de 2000 por el evangélicos conservadores; En la actualidad, las personas trans son a menudo expulsadas por sus familias y se les niega el trabajo, y se enfrentan a la discriminación en el acceso a la asistencia sanitaria, aunque los hombres trans están tratando de desafiar esa transfobia y los roles de género sexistas. Tradicionalmente, los pueblos ugandeses aceptaban en gran medida a las personas trans y homosexuales; el pueblo Lango aceptaba a las mujeres trans-asignadas llamadas jo apele o jo aboich que se creía que habían sido transformadas en mujeres en el momento de la concepción por la deidad andrógina Jok, y que adoptaban nombres, vestidos y decoraciones faciales de mujer, dejaban crecer su cabello, simulaban la menstruación y podían casarse con hombres—tal como el pueblo karamojong y el teso y el pueblo Lugbara tenía papeles tanto para las mujeres trans (okule) como para los hombres trans (agule).
En Madagascar, el Departamento de Estado de Estados Unidos informó en 2011 de que "la orientación sexual y la identidad de género no se discutían ampliamente" y las actitudes iban "desde la aceptación tácita hasta el rechazo violento, en particular de los trabajadores sexuales transgénero". A principios de la década de 2000, Balou Chabart Rasoana se convirtió en una de las primeras mujeres trans que salieron del armario públicamente, y se enfrentó a la discriminación, pero recibió el apoyo de su madre y, con el tiempo, de su vecindario; gran parte de la comunidad LGBT sigue siendo clandestina.

### África del Sur

#### Terceros géneros bantúes tradicionales
Varios pueblos bantúes de África austral, como los pueblos zulú, sotho, mpondo y tsonga tenían una tradición de hombres jóvenes (inkotshane en zulú, boukonchana en sesoto, tinkonkana en mpondo, y nkhonsthana en tsonga; llamadas "boy-wives" en inglés) que se casaban o tenían sexo intercrural o anal con hombres mayores, y a veces se vestían como mujeres, llevaban prótesis mamarias, no se dejaban crecer la barba y realizaban trabajos femeninos; Estas relaciones se hicieron comunes entre los mineros sudafricanos y continuaron hasta la década de 1950, y aunque a menudo se interpretan como homosexuales, a veces se consideran transgénero.

#### Botsuana
En dos casos ocurridos en 2017, el Tribunal Superior de Botsuana dictaminó que los hombres y mujeres trans tienen derecho a que el gobierno reconozca su identidad de género y a cambiar los marcadores de género; el tribunal dijo que la negativa del registrador a cambiar un marcador no era razonable y violaba los "derechos de la persona a la dignidad, la privacidad, la libertad de expresión, la igualdad de protección de la ley, a no ser discriminado y a no recibir un trato inhumano y degradante".

#### Sudáfrica
Desde la década de 1960 hasta la de 1980, las Fuerzas de Defensa de Sudáfrica obligaron a algunos soldados blancos gais y lesbianas a someterse a una cirugía de reasignación de sexo. Desde marzo de 2004, las personas trans e intersexuales pueden cambiar su sexo legal. después de un tratamiento médico como la terapia hormonal transgénero. Varias sentencias del Tribunal del Trabajo han fallado en contra de los empresarios que maltrataban a los empleados que hacían la transición.

## Américas

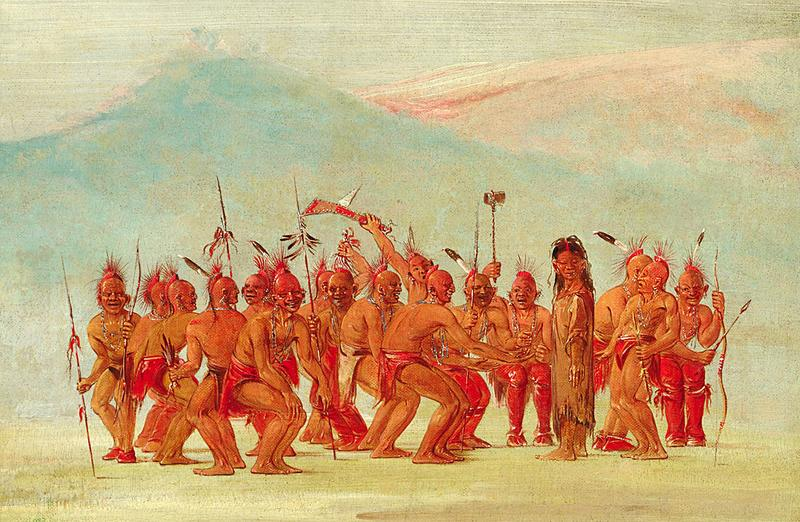
Los guerreros de en bailan alrededor de una persona I-coo-coo-a, una persona de cuerpo masculino que vive en el papel social que normalmente ocupan las mujeres. El no nativo George Catlin (1796-1872) entituló su pintura, Danza al Berdache; Smithsonian Institution, Washington, D.C.

### América del Norte

#### Historia temprana
Antes del contacto con Occidente, algunas tribus de nativos de los Estados Unidos tenían roles de tercer género, como los Diné (Navajo) nádleehi y los Zuni lhamana. Los antropólogos europeos solían referirse a estos pueblos como berdache, lo que los indígenas siempre han considerado un insulto ofensivo. En 1990, algunos indígenas norteamericanos, sobre todo en el ámbito académico, adoptaron el neologismo panindio dos espíritus, como un intento de organización intertribal. Aunque la aceptación de este término en comunidades tradicionales nativo-americanas, que ya tienen sus propios términos para estas personas, ha sido limitada, ha sido generalmente más aceptado que la palabra despectiva a la que reemplazó.
Uno de los primeros relatos europeos sobre las prácticas de género de los iroqueses fue realizado por el misionero Joseph François Lafitau que pasó seis años entre los iroqueses a partir de 1711,  y observó a "mujeres con valor varonil que se enorgullecían de la profesión de guerreras, [y parecían] convertirse en hombres por sí solas", y a personas a las que llamó "hombres tan cobardes como para vivir como mujeres".
Existen pruebas arqueológicas de que los individuos trans o de tercer género existían en California hace 2.500 años en porcentajes comparables a los que existen entre los pueblos indígenas de la época moderna, y las pruebas arqueológicas y etnográficas sugieren que las categorías de tercer género pueden ser de gran antigüedad en América del Norte en general; Barbara Voss sugiere que pueden remontarse a las primeras migraciones de personas de Asia oriental y Siberia hace más de 10.000 años.

#### Canadá

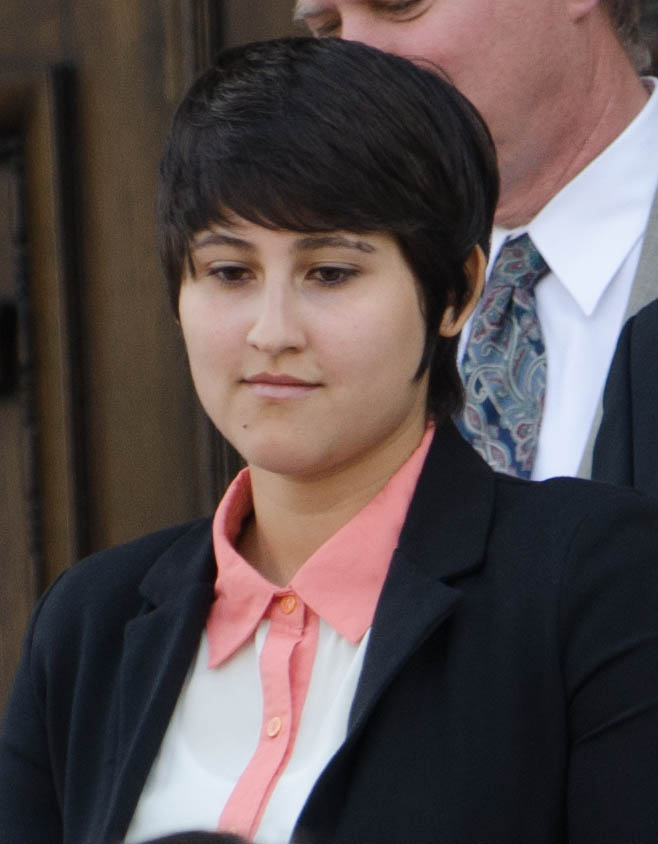
Estefan Cortes-Vargas, integrante de la Asamblea Legislativa de Alberta que anunció en 2015 que era de género no binario

Durante el período colonial se impuso un sistema europeo de creencias y valores a las Primeras Naciones y se impuso entre los colonos.
En 1970, Dianna Boileau se sometió a una operación de reasignación de sexo en el Hospital General de Toronto, convirtiéndose posiblemente en la primera de Canadá en hacerlo. Durante los dos años siguientes, Boileau compartió su historia con varios medios de comunicación y publicó unas memorias en 1972, He aquí que soy una mujer, antes de retirarse de la escena pública.
En 2002, la orientación sexual y la identidad de género se incluyeron en la Ley de Derechos Humanos de los Territorios del Noroeste. En junio de 2012, la identidad y la expresión de género se añadieron al Código de Derechos Humanos de Ontario, y la identidad de género se añadió al Código de Derechos Humanos de Manitoba. En diciembre de 2012, Nueva Escocia añadió la identidad y la expresión de género a la lista de cosas explícitamente protegidas del acoso en la Ley de Derechos Humanos de esa provincia. En mayo de 2012, tras una batalla legal para revertir su descalificación por no ser una "mujer naturalmente nacida", la residente de Vancouver Jenna Talackova se convirtió en la primera mujer trans en competir en un concurso de Miss Universo, y fue una de las cuatro concursantes en ganar "Miss Simpatía".
En marzo de 2013, la Cámara de los Comunes aprobó el proyecto de ley C-279 para ampliar oficialmente la protección de los derechos humanos a las personas trans en Canadá. En febrero de 2015, el Senado de Canadá modificó el proyecto de ley de manera que fue criticado como transfóbico.
En diciembre de 2015, el legislador Estefan Cortes-Vargas salió del armario como persona no binaria en la Asamblea Legislativa de Alberta durante un debate sobre la inclusión de los derechos de las personas transexuales en el código provincial de derechos humanos. Mientras que el Hansard provincial normalmente informa de las intervenciones de los miembros con los honoríficos de género "Sr." o "Sra.", a Cortés-Vargas se le registró como "Miembro Cortés-Vargas". El 17 de diciembre de 2015, Kael McKenzie fue nombrado miembro del Tribunal Provincial de Manitoba, convirtiéndose en el primer juez abiertamente transgénero de Canadá.
En 2016, la identidad o expresión de género se añadió a la Carta de Derechos y Libertades de Quebec. Ese mismo año, Jennifer Pritzker hizo una donación de 2 millones de dólares para crear la primera cátedra académica de estudios transgénero del mundo, en la Universidad de Victoria; Aaron Devor fue elegido como cátedra inaugural. En mayo de 2016, se presentó el proyecto de ley C-16, con el objetivo de enmendar la Ley de Derechos Humanos de Canadá y el Código Penal para incluir la identidad y la expresión de género como motivos protegidos de la discriminación, la publicación de odio y la apología del genocidio, y para añadir la selección de víctimas por motivos de identidad y expresión de género a la lista de factores agravantes en las sentencias, la primera vez que un proyecto de ley de este tipo fue presentado por el partido gobernante en la Cámara de los Comunes. Desde junio de 2017, todos los lugares dentro de Canadá explícitamente dentro de la Ley de Derechos Humanos de Canadá o la legislación de igualdad de oportunidades o antidiscriminación sí prohíben la discriminación contra la identidad o expresión de género.
Desde agosto de 2017, los canadienses pueden indicar que no son ni hombres ni mujeres en sus pasaportes, utilizando un marcador "x".
En enero de 2018, la jugadora Jessica Platt de la Liga Canadiense de Hockey Femenino salió del armario, siendo la primera mujer trans en salir del armario en el hockey profesional norteamericano.

#### Estados Unidos

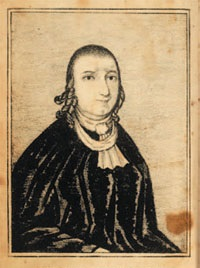
Retrato del en de 1821

En la década de 1620, en la colonia británica de Virginia, Thomas(ine) Hall, un sirviente contratado, declaró ser tanto hombre como mujer y adoptó ropas y roles de cada uno en diferentes momentos hasta que un tribunal le ordenó, en 1629, que llevara calzones de hombre y delantal de mujer; se cree que Hall era intersex y se le cita como uno de los primeros ejemplos de "individuo no conforme con el género en la América colonial".
En 1776, el Amigo Público Universal informó de que no tenía género, se vestía de forma andrógina y pidió a los seguidores obtenidos mientras predicaba por toda Nueva Inglaterra durante las cuatro décadas siguientes que no utilizara su nombre de nacimiento ni los pronombres de género; Algunos estudiosos han calificado al Amigo como un capítulo de la historia trans "anterior a [la palabra] 'transgénero'". También hubo casos de personas que vivieron como el género opuesto en los primeros años de la República, como Joseph Lobdell, que fue asignado como mujer al nacer en 1829, vivió como hombre durante sesenta años y se casó con una mujer. Charley Parkhurst fue un conductor de diligencias al que se le asignó como mujer al nacer, pero que vivió su vida profesional como un hombre.
Durante la Guerra Civil, más de 200 personas a las que se les había asignado el sexo femenino al nacer se vistieron con ropa de hombre y lucharon como soldados; algunos vivieron el resto de su vida como hombres y algunos creen que fueron transexuales, como Albert Cashier. Después de la guerra, Frances Thompson, una mujer negra trans anteriormente esclavizada, testificó ante la investigación del Congreso sobre los Disturbios de Memphis de 1866; diez años después, fue arrestada por "ser un hombre vestido con ropa de mujer".

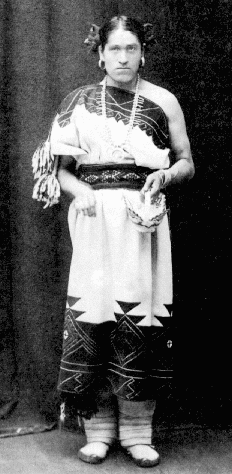
We'wha circa 1886

A finales del siglo XIX, We'wha, un artista de la fibra y alfarero lhamana, se convirtió en un destacado embajador cultural, visitando Washington D. C. en 1896 y conociendo al presidente Grover Cleveland. Los lhamana son personas de cuerpo masculino que a veces pueden asumir las funciones sociales y ceremoniales que suelen desempeñar las mujeres en su cultura, y otras veces las funciones más tradicionalmente asociadas a los hombres.
En 1895, un grupo de andróginos autodenominados en Nueva York organizó un club llamado Cercle Hermaphroditos, "para unirse en defensa de la amarga persecución del mundo". Entre ellas se encuentra Jennie June (asignada como varón al nacer en 1874), cuya Autobiografía de un andrógino (1918) fue uno de los pocos relatos en primera persona de los primeros años del siglo XX que arrojaron luz sobre cómo era la vida de un transexual en aquella época.
En algunos casos, los inmigrantes cambiaban su identidad de género a su llegada a los Estados Unidos, especialmente los que habían sido asignados como mujeres al nacer, aparentemente por motivos de movilidad social, como Frank Woodhull, un inmigrante canadiense que vivió durante unos 15 años como hombre en California y que en 1908 fue obligado a revelarlo durante el procesamiento en Ellis Island.
El músico de jazz y director de banda estadounidense Billy Tipton (asignado como mujer al nacer en 1914) vivió como hombre desde la década de 1940 hasta su muerte, mientras que la socialité y cocinera Lucy Hicks Anderson insistió desde su infancia en que era una niña y fue apoyada por sus padres y médicos y, más tarde, por la comunidad de Oxnard, California en la que fue una popular anfitriona desde los años 20 hasta los 40. En 1917, Alan L. Hart fue uno de los primeros hombres trans que se sometió a una histerectomía y a una gonadectomía, y más tarde se convirtió en un médico y radiólogo pionero.

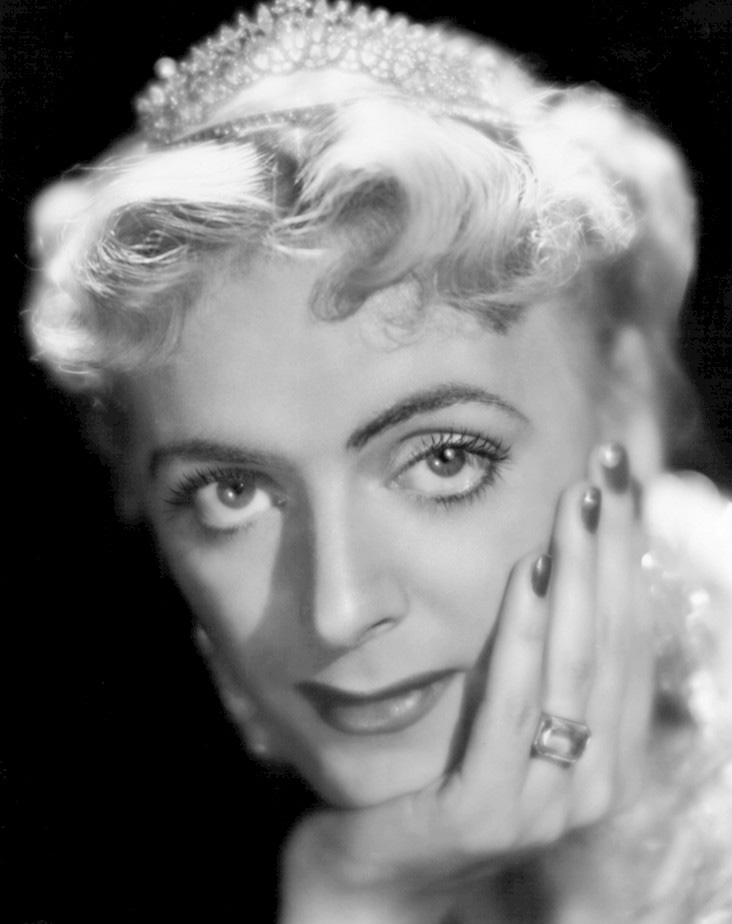
Christine Jorgensen en 1954

La posibilidad de que alguien cambie de sexo se hizo ampliamente conocida en los Estados Unidos cuando Christine Jorgensen en 1952 se convirtió en la primera persona ampliamente publicitada que se sometió a una cirugía de reasignación de sexo. Alrededor de la misma época, comenzaron a formarse organizaciones y clubes, como la publicación Transvestia de Virginia Prince para una organización internacional de travestis, pero ésta operaba en las mismas sombras que la subcultura gay, aún en formación. A finales de la década de 1950 y en la de 1960, el activismo transgénero y gay moderno comenzó con los disturbios de Cooper Do-nuts de 1959 en Los Ángeles, los de Compton's Cafeteria de 1966 en San Francisco, y un acontecimiento que definió el activismo gay y transgénero, los disturbios de Stonewall de 1969 en Nueva York; entre los activistas más destacados se encontraba Sylvia Rivera.
En las décadas de 1970 y 1980 aparecieron y desaparecieron organizaciones dedicadas a actividades sociales o al activismo transgénero, como el grupo de apoyo FTM del activista Lou Sullivan, que se convirtió en FTM International, el principal grupo de defensa de los hombres trans. Algunas organizaciones e individuos feministas y lesbianas empezaron a debatir si las mujeres transgénero debían ser aceptadas en grupos y eventos de mujeres, como el colectivo musical de mujeres Olivia Records donde la mujer trans Sandy Stone llevaba mucho tiempo trabajando, o el Michigan Womyn's Music Festival que tenía una política de mujeres nacidas mujer (en inglés: women-born-women).
En la década de 1990 se estableció el Día Internacional de la Memoria Transgénero para honrar a las personas perdidas por la violencia, Paris is burning que documentaba la Cultura ball gay y trans de Nueva York, las marchas y desfiles transgénero en torno a las celebraciones del Orgullo Gay, y, cada vez más en la década de 2000 y después, la visibilidad de las personas transgénero aumentó, con Monica Roberts iniciando TransGriot a mediados de la década de 2000 para modelar una cobertura mediática precisa de la comunidad trans, la actriz Laverne Cox siendo portada de TIME en 2014 y Caitlyn Jenner saliendo del armario en 2015. Los primeros funcionarios trans como Joanne Conte (elegida en 1991 para el Consejo de la ciudad de Arvada, Colorado) y Althea Garrison (elegida para la cámara de Massachusetts en 1992, sirviendo de 1993 a 1995) no salieron del armario cuando fueron elegidos en la década de 1990; mientras que Kim Coco Iwamoto se convirtió en la primera persona abiertamente trans elegida para un cargo estatal cuando ganó la elección a la Junta de Educación de Hawái en 2006 (y posteriormente a la Comisión de Derechos Civiles de Hawái en 2012), y Danica Roem se convirtió en la primera persona abiertamente trans en servir en la legislatura estatal de Virginia cuando ganó un escaño en la cámara de Virginia en 2017.

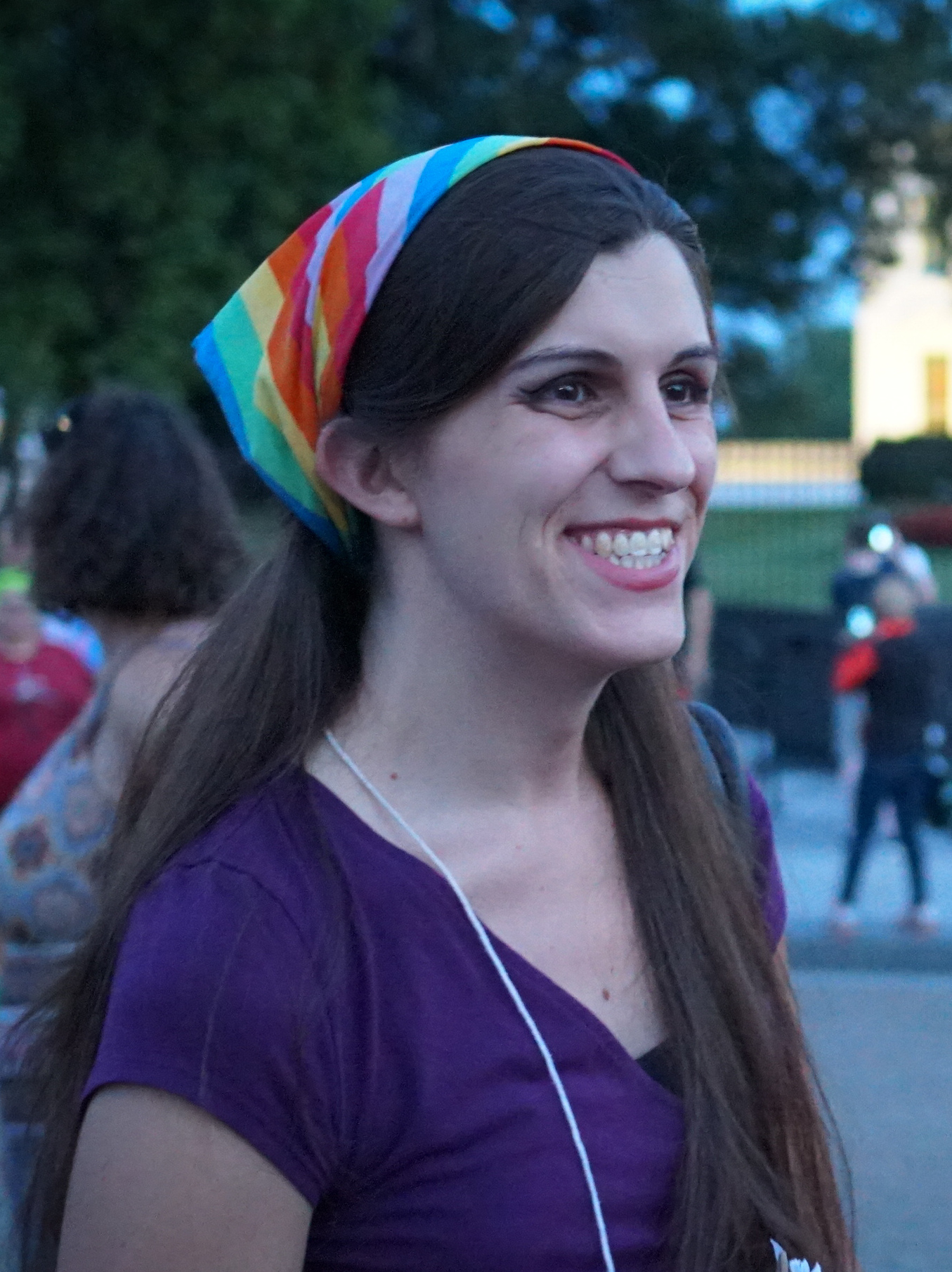
Danica Roem in 2017

Organizaciones como las Girl Scouts y la Iglesia episcopal anunciaron la aceptación de miembros transgénero en la década de 2010. En 2016, el gobierno de Obama emitió una guía que aclaraba las protecciones del Título IX para los estudiantes transgénero, siendo la más conocida la que permite a los estudiantes trans utilizar los baños y vestuarios que coincidan con su identidad de género. Sin embargo, algunos órganos legislativos aprobaron proyectos de ley discriminatorios, como la Ley de privacidad y seguridad de las instalaciones públicas de Carolina del Norte (en 2016), y a partir de 2017 la administración Trump anuló las protecciones de la era Obama para los estudiantes trans, anuló las normas contra los proveedores de servicios sanitarios que discriminan a los pacientes trans, y emitió una serie de órdenes contra el empleo de personas trans por parte del departamento de defensa. En 2020, el Tribunal Supremo dictaminó en el caso Bostock v. Clayton County que el Título VII de la Ley de Derechos Civiles protege a los empleados contra la discriminación por identidad de género (u orientación sexual).

#### México

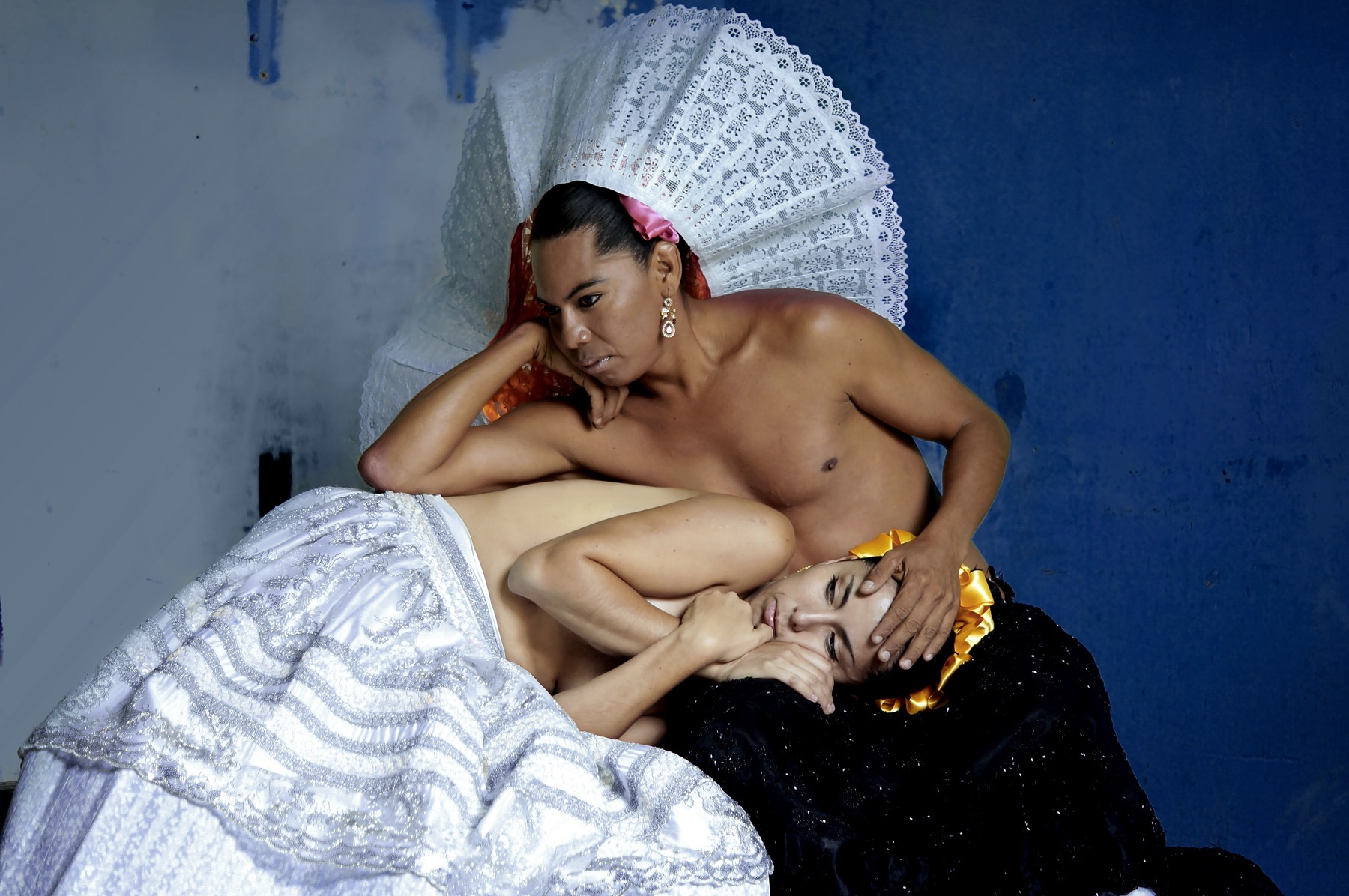
Lukas Avendano (derecha), artista muxe

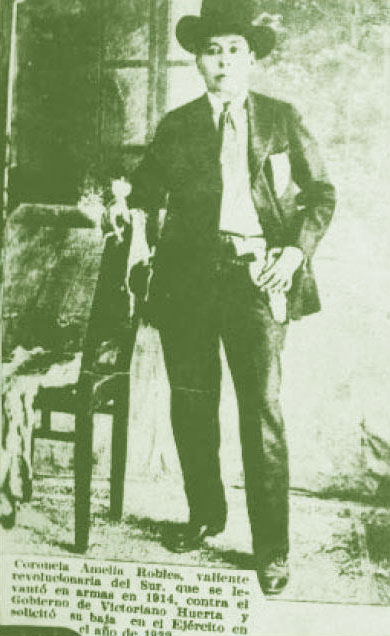
Amelio Robles

En varias comunidades precolombinas de México, los antropólogos y los relatos coloniales documentan la aceptación de categorías de tercer género.  El travestismo era una práctica aceptada en las culturas nativas de América Central (y del Sur), incluso entre los aztecas y los mayas (como se refleja en sus mitologías). Los colonizadores españoles eran hostiles a ella.
Los zapotecos de Oaxaca tienen un tercer rol de género para los muxes', personas que se visten, comportan y realizan trabajos que de otra manera se asocian con el otro género binario; Las vestidas llevan ropa femenina, mientras que las pintadas llevan ropa masculina pero también maquillaje y joyas. Pueden casarse con mujeres, hombres u otros muxes. Se ha sugerido que, si bien el sistema de tres géneros es anterior a la colonización española, el fenómeno de los muxes que se visten de mujer puede ser más reciente. Juchitán de Zaragoza, comunidad indígena del Istmo de Tehuantepec, tiene tantos muxes bien aceptados que existe un mito que atribuye su número a que una bolsa de terceros géneros que llevaba San Vicente se rasgó y derramó accidentalmente muchos sobre el pueblo; Un estudio estimó que el 6% de los hombres de la comunidad en los años 70 eran muxes.
Durante la Revolución Mexicana, Amelio Robles Ávila comenzó a vestirse y a exigir ser tratado como un hombre y, ganándose el respeto como líder capaz, fue ascendido a coronel. La masculinidad de Robles fue aceptada por la familia, la sociedad y el gobierno mexicano, y vivió como un hombre desde los 24 años hasta su muerte; un vecino dijo que si alguien llamaba a Robles mujer, éste lo amenazaba con una pistola, y mató a dos hombres que le atacaron e intentaron revelar su anatomía.   No fue sino hasta 1953 y 1954, que mediante seis cirugías se le realizó la primera cirugía de afirmación de género, comúnmente llamada "cambio de sexo," a Martha Olmos Romero.

### América Central y el Caribe
Véase también: la Diversidad sexual en ⟶  América Latina y el Caribe, Costa Rica, Cuba, El Salvador, Guatemala, Haití, Honduras, Nicaragua, Panamá, Puerto Rico, Rep. Dominicana

#### Haití
En 1791, a principios de la Revolución Haitiana, un plantador negro nacido de sexo feminino pero que había sido criado como un niño lideró un levantamiento en el sur de Haití con el nombre de Romaine-la-Prophétesse ("Romaine la profetisa"). Romaine se vestía de mujer y habló de estar poseído por un espíritu femenino, Es posible que haya sido transgénero o género fluido, y se la ha comparado con las figuras femeninas transgénero de figuras religiosas de § África Occidental, zona de la que descienden muchos haitianos negros. Mary Grace Albanese y Hourya Bentouhami incluyen a Romaine entre las mujeres que lideraron la Revolución Haitiana, mientras que Terry Rey argumenta que llamar a Romaine transgénero podría ser anacrónico. Romaine ha sido comparada con Kimpa Vita, que profesaba ser la encarnación de un santo católico masculino.
En la era moderna, la discriminación y la violencia contra las personas transgénero son comunes en la sociedad haitiana, aunque a muchas personas LGBT les resulta más fácil ser abiertas sobre su género dentro de la subcultura del Vudú, en la que se cree, por ejemplo, que las personas pueden ser poseídas por divinidades del sexo opuesto. El código penal de Haití prohíbe la vagancia, con una mención específica a los travestis.

### América del Sur
Véase también: Cronología de la historia LGBT en ⟶  Ecuador, Paraguay, Venezuela

#### Bolivia
En 2016, Bolivia aprobó la Ley de Identidad de Género, que permitía a los mayores de 18 años cambiar su nombre, género y foto en los documentos legales.

#### Chile
En 1973, la primera cirugía de reasignación de sexo en América Latina tuvo lugar en Chile, cuando Marcia Torres se sometió a ella en un hospital de Santiago. Este hecho tuvo lugar pocos meses antes del golpe de Estado en Chile de 1973, y la nueva dictadura de Augusto Pinochet comenzó a adoptar políticas que criminalizaban y marginaban las actividades de los homosexuales y las personas trans. Sin embargo, Torres pudo adquirir los documentos de identidad modificados que solicitó a los tribunales tras su intervención quirúrgica.
En 2018, el presidente Sebastián Piñera firmó la Ley de Identidad de Género, que permite a las personas transgénero mayores de 14 años "actualizar sus nombres en los documentos legales y garantiza su derecho a dirigirse oficialmente según su verdadero género."

#### Colombia
En diciembre de 2018, Davinson Stiven Erazo Sánchez fue acusado del asesinato de Anyela Ramos Claros, una mujer transgénero, como un crimen de odio por razones de género. Según la ley Rosa Elvira Cely, el feminicidio, definido como "el asesinato de una mujer en razón de su género, o cuando existan instancias previas de violencia entre la víctima y el imputado, incluida la violencia sexual", fue sancionado con una pena de prisión de 20 a 50 años. Claros fue sólo la segunda mujer transgénero cuyo asesino fue castigado por esta ley.

#### Perú
Antes de la llegada de los conquistadores españoles en el siglo XVI, el Imperio incaico y sus predecesores moches veneraban a las personas del tercer género y organizaban su sociedad en torno a una cosmovisión andina que daba cabida a la ambigüedad masculina y femenina basada en el "dualismo complementario". Los chamanes de tercer género, como practicantes de rituales, fueron objeto de violencia cuando los españoles suprimieron las cosmovisiones precoloniales.
En 2014, el Tribunal Constitucional de Perú falló en contra de que una mujer transgénero cambiara su género en su documento nacional de identidad, pero en octubre de 2016 el tribunal revocó la decisión anterior, reconociendo que "las personas no se definen únicamente por su sexo biológico, sino que también hay que tener en cuenta su realidad psíquica y social." Tras esto, las personas trans en Perú pueden solicitar a un juez el cambio de género sin someterse a una cirugía de reasignación de sexo.

#### Uruguay
En 2018, Uruguay aprobó una ley que otorga derechos a las personas transgénero, dándoles derecho a la cirugía de reasignación de sexo y a las hormonas pagadas por el Estado uruguayo. La ley también ordena que un número mínimo de personas transgénero reciban empleos públicos. Las personas transgénero pueden ahora autoidentificarse y cambiar sus nombres legales sin necesitar la aprobación de un juez. Además, las personas transgénero que sufrieron persecución durante la dictadura militar de 1973 a 1985 recibirán una indemnización. La ley también permite a los menores de 18 años cambiar legalmente de nombre sin el requisito previo de la aprobación de los padres o de un tribunal.

## Asia

### La antigua Sumeria y Asiria

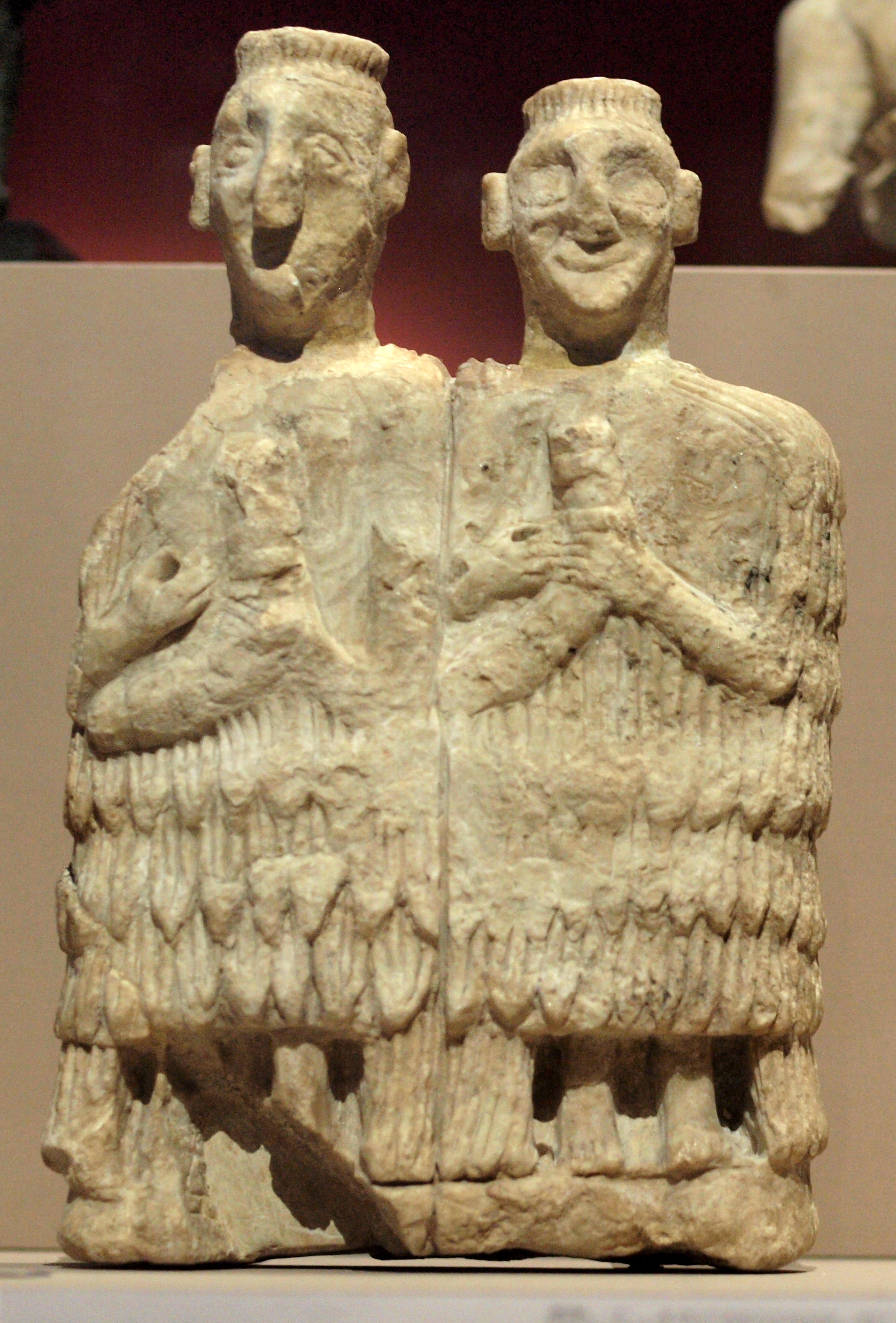
Sacerdotes Gala, estatuilla de 2450 a. C.

En Sumer, los sacerdotes trans andróginos conocidos como gala utilizaban un dialecto de habla femenina llamado eme-sal y a veces adoptaban nombres femeninos. Durante el período del Imperio acadio, personas similares conocidas como kurgarrū y assinnu servían a Ishtar vistiendo ropas femeninas y realizando danzas en sus templos; se creía que la diosa los transformaba de masculinos a femeninos.
En la antigua Asiria, las prostitutas de culto transgénero participaban en procesiones públicas, cantando, bailando, vistiendo trajes y a veces ropas de mujer, portando símbolos femeninos, e incluso a veces realizando el acto de dar a luz.

### Asia Occidental (Oriente Medio)

#### Irán
Bajo el mandato de Mohammad Reza Pahlavi, los transexuales y los travestis eran clasificados como gais y lesbianas y se enfrentaban a latigazos o a la muerte.
A principios de la década de 1970, la mujer trans Maryam Khatoon Molkara escribió a Ruhollah Jomeiní pidiendo apoyo para vivir como mujer, y basándose en una decisión de 1963 de que la cirugía correctiva para personas intersexuales no iba en contra de la ley islámica, él accedió. Tras la Revolución islámica iraní, Molkara fue internada y obligada a detransición, pero más tarde fue liberada, y en 1985 convenció personalmente a Ahmad Jomeiní para que decretara la transición y la cirugía de reasignación de sexo permitidas en la ley islámica; defendió los derechos de los transexuales hasta su muerte en 2012.
Desde 2008, Irán realiza más operaciones de cambio de sexo que cualquier otra nación, excepto Tailandia; el gobierno paga hasta la mitad del coste para quienes necesitan ayuda financiera, y el cambio de sexo se reconoce en el certificado de nacimiento. Sin embargo, las personas trans en Irán siguen sufriendo un acoso generalizado.  Aunque todas las personas trans son discriminadas en Irán, la respuesta pública a las mujeres y a los hombres trans es muy diferente, y las mujeres trans se enfrentan a una mayor discriminación y al cuestionamiento de su razonamiento y validez en la transición.  Algunas personas homosexuales también son presionadas para que se cambien de sexo. El director transgénero Saman Arastoo dirige obras de teatro sobre y protagonizadas por personas trans en Irán.

#### Israel y Palestina

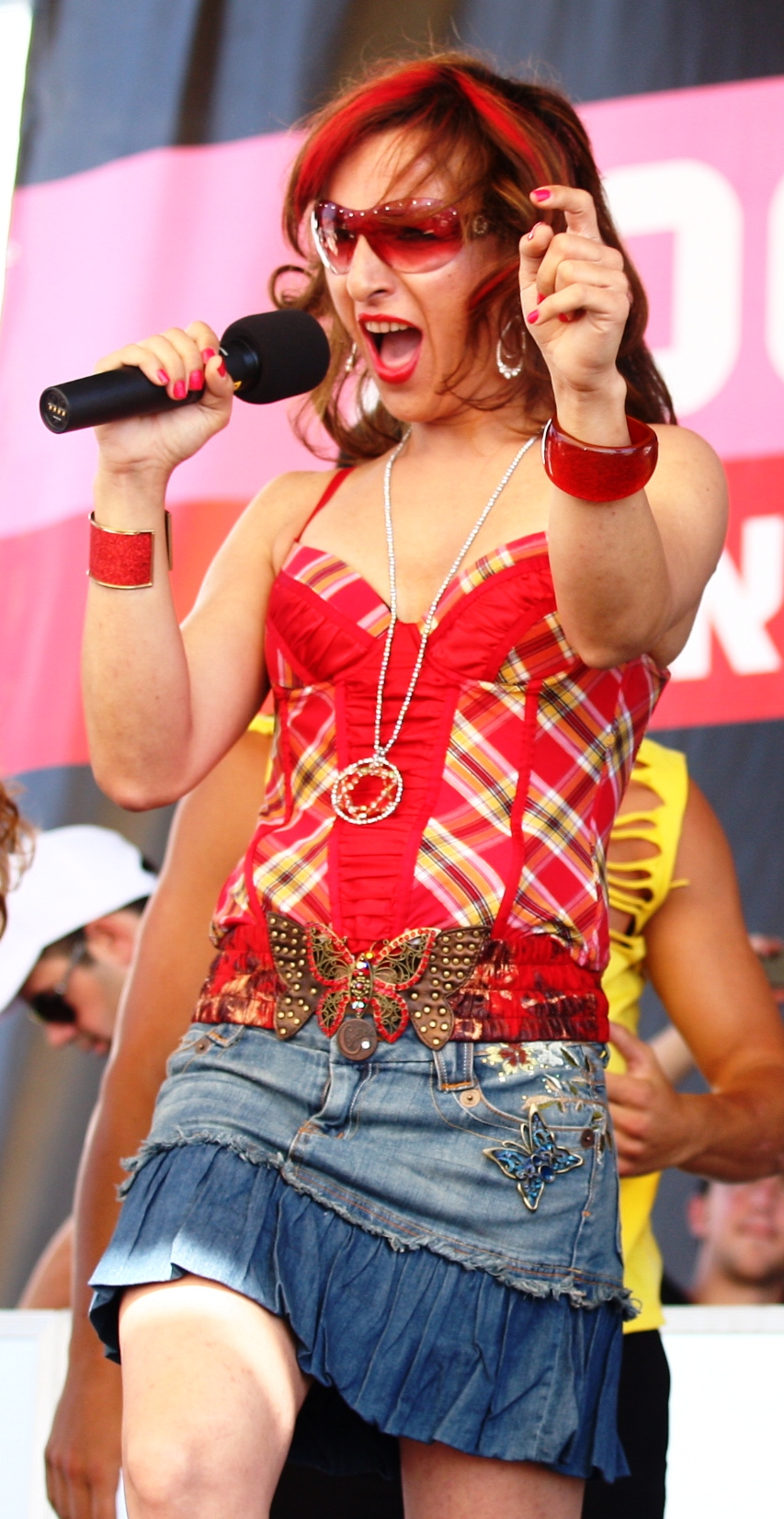
Aderet en 2009

En 1998, la cantante pop israelí Dana International se convirtió en la primera persona trans en participar y ganar el Festival de la Canción de Eurovisión. En 2008, la cantante y mujer trans Aderet se hizo popular en Israel y el vecino Líbano.
La segunda semana de junio se celebra en Tel Aviv el Desfile del Orgullo, durante el mes internacional del LGBT Pride. En 2008 coincidió con la construcción de un Centro LGBT en Tel Aviv.[fuente independiente requerida] En 2015, el desfile fue encabezado por Gila Goldstein, que en la década de 1960 se convirtió en una de las primeras israelíes en recibir una cirugía de reasignación de sexo. El festival es popular, con más de 200.000 participantes en 2016.
A veces se acusa a Israel, incluso por parte de los palestinos transgénero, de pinkwashing—proyectando una imagen gay y trans-amigable para parecer más progresista o distraer del maltrato a los palestinos—mientras que otros sostienen que sus acciones en materia trans deben considerarse sinceras. Las personas trans en Israel se enfrentan a un acoso generalizado y a dificultades para acceder al empleo y a la sanidad; la mitad han sufrido agresiones físicas.

#### Imperio Otomano
Los eunucos, que sirvieron en el Imperio Otomano desde el siglo XVI hasta finales del XIX (y hasta finales del XIX y que solían exiliarse a Egipto después de su mandato, donde los eunucos negros habían servido a los gobernantes preotomanos como funcionarios desde el siglo X) se han considerado a veces como una especie de tercer género o un género masculino alternativo.

#### Península arábiga
Los Khanith son una categoría de género en Omán y Arabia que funcionan en algunos aspectos sexuales y sociales como mujeres, y se considera que cumplen un "papel de género alternativo", ser transgénero, o (ya que siguen siendo considerados hombres por las normas y leyes omaníes) ser travestidos. Hablando de los khanith (de asignación masculina), de los mukhannathun más antiguos y de los khawalat egipcios, y de los ghulamiyat (de asignación femenina), Everett Rowson escribe que hay "considerables pruebas del travestismo institucionalizado y de otros comportamientos entre géneros en las sociedades musulmanas premodernas, tanto entre los hombres como, en cierta medida, entre las mujeres", que existió desde la época de Mahoma y continuó en los periodos omeya y abasí y, en los khanith, en el presente.

### Asia Central
En Kazajistán, desde 2009, las personas trans que se someten a una cirugía de reasignación de sexo esterilizante pueden cambiar de género en los documentos legales, pero tienen pocos otros derechos.
En Kirguistán, especialmente desde la redacción de una legislación discriminatoria en 2014, las personas trans se enfrentan a una discriminación generalizada en el acceso al trabajo, y a una violencia tan grave y generalizada que muchas se trasladan a Rusia. También en Uzbekistán, las personas trans son a menudo golpeadas, violadas o asesinadas, aunque las leyes adoptadas por los soviéticos en la década de 1980 bajo la presión de Occidente permiten a unos pocos uzbekos realizar la transición.
Las personas trans también se enfrentan al acoso en Tayikistán, donde al parecer solo se realizaron tres cirugías de reasignación entre 2006 y 2016, y Turkmenistán, un estado represivo famoso por violar los derechos humanos.

### Asia Oriental

#### China
Los eunucos (que existían en China desde hace 4000 años, eran sirvientes imperiales hace 3000 años, y eran comunes como funcionarios en la época de la dinastía Qing hasta hace un siglo) se han considerado a veces como un tercer sexo, o una práctica transgénero, y las historias chinas han expresado a menudo la relación de un gobernante con sus funcionarios en términos de una relación masculina con las mujeres. La interpretación de un papel a través de los géneros ha sido habitual en el teatro chino, especialmente en los papeles de dan , desde al menos las dinastías Ming y Qing. En la actualidad, Jin Xing es una conocida artista y mujer trans.
A mediados de la década de 1930, tras la desaparición del padre de Yao Jinping durante la guerra con Japón, la joven de 19 años informó de que había perdido todos los rasgos femeninos y se había convertido en un hombre (y se decía que tenía una nuez de Adán y los pechos aplanados) y se fue a buscarlo; el suceso fue ampliamente difundido por la prensa. Du He, que escribió un relato al respecto, insistió en que Yao se convirtió en un hombre, y se ha comparado a Yao tanto con Lili Elbe (que se sometió a una reasignación de sexo en la misma década) como con Hua Mulan (una mítica travestida de la guerra).
En la década de 1950, los médicos de Taiwán obligaron a Xie Jianshun, un hombre intersexual, a someterse a una operación de reasignación de sexo de hombre a mujer; la prensa taiwanesa comparó al ex soldado con Christine Jorgensen, que se había operado, y el frenesí mediático de una década en torno a Xie llevó a una mayor cobertura de las personas intersexuales y transexuales en general.
En la década de 1990, los estudios sobre transexualidad se establecieron como disciplina académica. Los transexuales se consideran una "minoría sexual" en China, donde la transfobia generalizada hace que las personas trans sean discriminadas en el acceso a la vivienda, la educación, el trabajo y la atención sanitaria. China exige que las personas trans obtengan el consentimiento de sus familias antes de someterse a una operación de reasignación de sexo, lo que lleva a muchos a comprar hormonas en el mercado negro e intentar operarse a sí mismos.

#### Japón

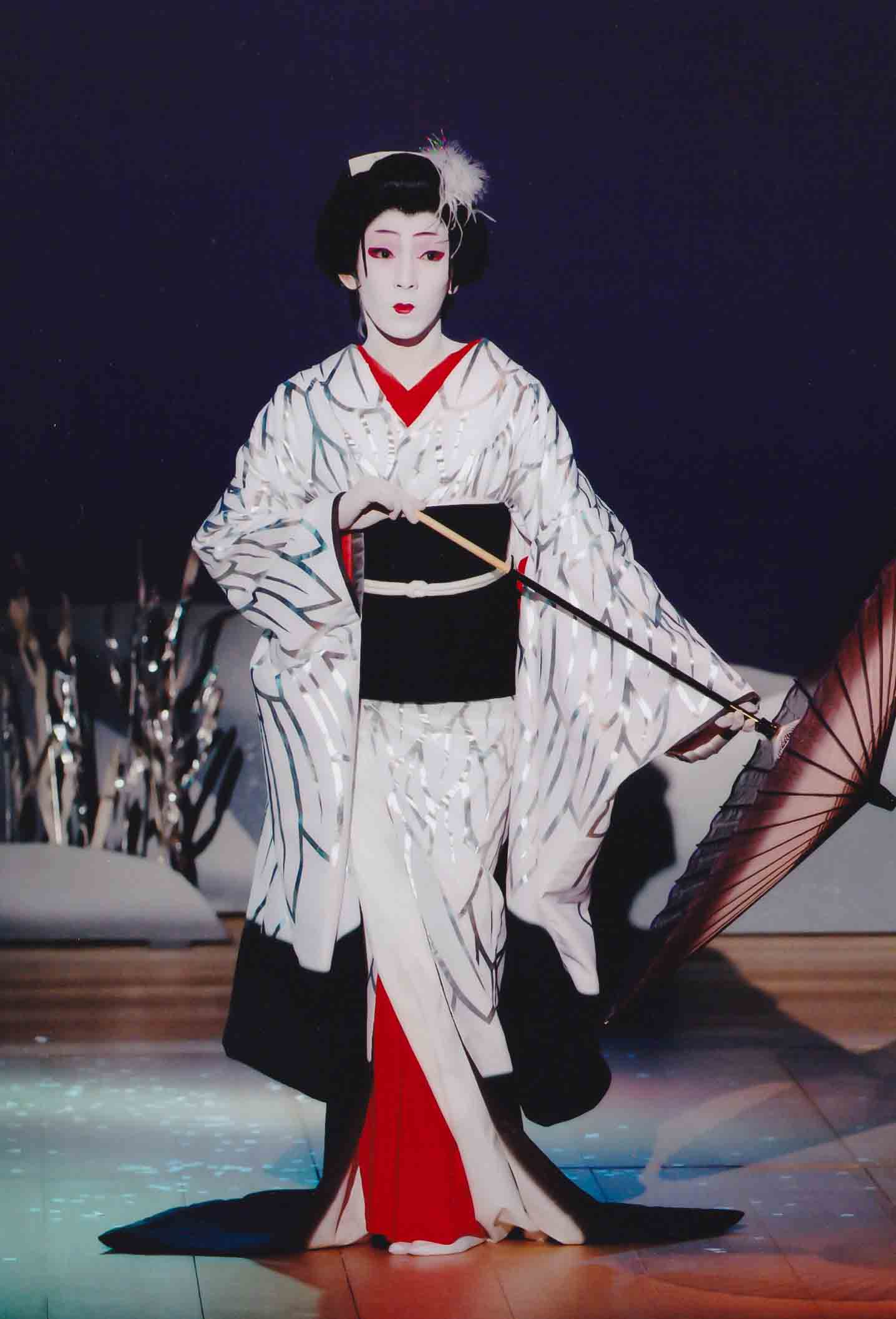
Danza Kabuki de onnagata Akifusa Guraku

La documentación histórica sobre personas transgénero de sexo masculino y femenino es amplia, especialmente en el periodo Edo. Las personas trans-masculinas se encontraban especialmente en Yoshiwara, el barrio rojo de Edo, y en la era moderna han trabajado en los bares onabe  desde la década de 1960. A principios del periodo Edo, en 1603, Izumo no Okuni fundó el kabuki (vistiéndose de hombre apuesto para intentar ligar con una mujer en una representación popular, y siendo honrada con una estatua cerca de donde actuaba que la representa como un samurái travestido con espada y abanico); en 1629, cuando el Shogunato Tokugawa prohibió a las mujeres actuar, Los intérpretes masculinos asumían los papeles de las mujeres. Algunos, como el actor onnagata Yoshizawa Ayame I (1673-1729) se vestían, se comportaban y comían como mujeres incluso fuera del teatro.
Sin embargo, fuera de la industria del entretenimiento, las personas trans se enfrentan a la estigmatización, y en 2004 Japón aprobó una ley que obliga a las personas trans que quieran cambiar su marcador de género a someterse a una cirugía de reasignación de sexo y a esterilizarse, a ser solteras y a no tener hijos menores de 20 años, que el tribunal supremo ratificó en 2019. En 2017, Japón se convirtió en uno de los primeros países del mundo moderno en elegir a un hombre abiertamente trans para un cargo, eligiendo a Tomoya Hosoda como concejal en Iruma.

### Asia meridional y sudoriental

#### Camboya
Bajo los jemeres rojos, la comunidad trans de Phnom Penh fue expulsada o asesinada, y las mujeres y los hombres trans fueron violados, encarcelados o asesinados. Algunos escaparon y viven como refugiados en Estados Unidos. En la actualidad, en Camboya, las personas trans o de tercer género tradicional suelen ser acosadas y se les niega el empleo; algunas ejercen el trabajo sexual.

#### Filipinas
En la actualidad, las personas de sexo masculino que adoptan una expresión de género femenino y son transgénero u homosexuales se denominan bakla y a veces se consideran un tercer género. Históricamente, los chamanes babaylan de género cruzado eran respetados y denominados bayog o bayoc en Luzón y asog en las Islas Visayas hasta que fue prohibida en 1625 y suprimida por las autoridades coloniales españolas. El pueblo Teduray de Mindanao aceptaba dos identidades trans, mentefuwaley lagey ("uno que se convirtió en hombre") y mentefuwaley libun ("el que se ha convertido en mujer") al menos hasta la década de 1960. El travestismo se practicaba durante el dominio colonial estadounidense. La cantante y actriz Helen Cruz fue una destacada figura trans, especialmente en la década de 1960, y pionera del Swardspeak.

#### Subcontinente indio

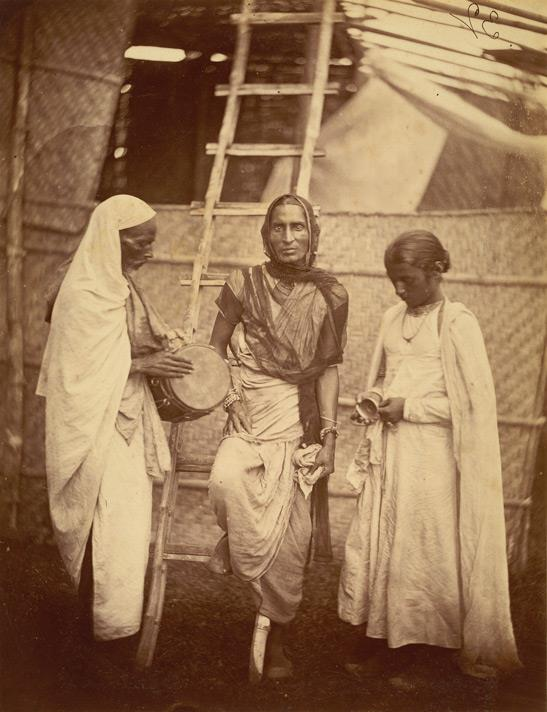
Hijra and companions in East Bengal in the 1860s

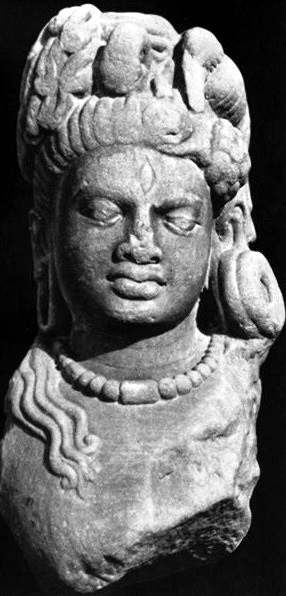
First- to fourth-century head of Ardhanarishvara

Los textos indios de hace 3.000 años documentan la existencia de un tercer género, que se ha relacionado con los hijras que han formado una categoría de personas de tercer género o transfemeninas en el subcontinente indio desde la antigüedad. En el Rigveda (de hace aproximadamente 3.500 años), se dice que antes de la creación el mundo carecía de todas las distinciones, incluidas las de sexo y género, un estado que los antiguos poetas expresaban con imágenes como hombres con vientres o pechos. El Mahabharata (de hace 2-3000 años) habla de un hombre trans, Shikhandi. En el Ramayana (de hace aproximadamente 2000 años), cuando Rama pide a los "hombres y mujeres" que no le sigan, los hijras permanecen y él los bendice. A la mayoría de los hijras se les asigna el sexo masculino al nacer (y pueden castrarse o no), pero algunos son intersexuales y a unos pocos se les asigna el sexo femenino. Las hijras llevan ropa femenina y suelen adoptar nombres femeninos, suelen vivir juntas en hogares (a menudo sin tener en cuenta las diferencias de casta o religión) y se relacionan entre sí como parientes ficticios femeninos (hermanas, hijas, etc.), y actúan en eventos como nacimientos y bodas.
El Tipitaka budista, compuesto hace unos 2100 años, documenta cuatro categorías de género: femenino, masculino, pandaka y ubhatobyanjanaka. Dice que el Buda era tolerante con los monjes que se convertían en monjas, al menos al principio, aunque las personas trans se enfrentaron a cierto estigma, y la posibilidad de la transición monástica se redujo posteriormente cuando la tradición del monasticismo femenino se extinguió en el Budismo Theravada, y desde el siglo III al V, los budistas indios eran hostiles a los transexuales. Estas categorías de trans y tercer género se han relacionado con los kathoeys de Tailandia (ver § Tailandia abajo).
A partir de la década de 1870, las autoridades coloniales intentaron eliminar a las hijras, prohibiendo sus actuaciones y su travestismo. En la India, desde la independencia, varios gobiernos estatales han introducido programas de bienestar específicos para reparar la discriminación histórica contra los hijras y los transexuales. En la actualidad, hay al menos 490.000 hijras en la India, y se calcula que entre 10.000 y 500.000 en Bangladés, y son reconocidos legalmente como un tercer género en Bangladés, India, Nepal y Pakistán. En 1999, Kamla Jaan se convirtió en la primera hijra elegida alcaldesa de una ciudad india, Katni, y más o menos en la misma época Shabnam Mausi fue elegida legisladora por Gorakhpur. En Bangladés, en 2019, varias personas trans se presentaron como candidatas al parlamento, que actualmente no tiene ningún miembro trans o hijra.
En el hinduismo, Ardhanarishvara, una fusión mitad masculina y mitad femenina de Shiva y Shakti, es una de las varias deidades importantes para muchos hijras e hindúes transgénero, y ha sido llamada una deidad andrógina y transgénero.

#### Indonesia

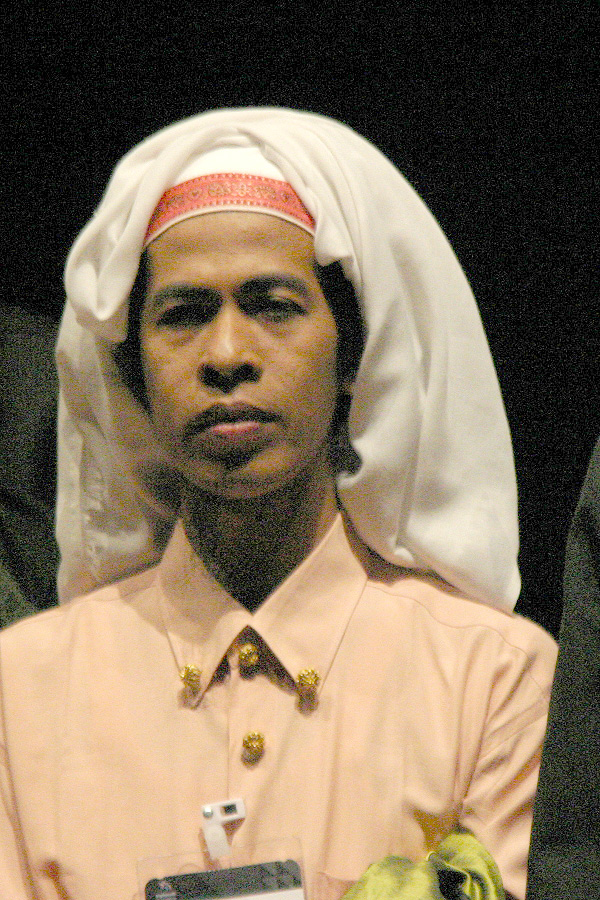
Un bissu bugis en 2004

En Indonesia existe una categoría de personas trans/tercer género llamada waria. Se calcula que hay más de 7 millones de waria en la población indonesia de 240-260 millones de personas.
Los bugis de Sulawesi reconocen tres sexos (masculino, femenino, intersexual) y cinco géneros: makkunrai, comparable a las mujeres cisgénero; oroané, a los cisgénero hombres; calabai, a las mujeres trans; calalai, a los hombres trans; y bissu, un género andrógino.
Un equipo de netball indonesio totalmente transexual compitió en los Juegos Gay de 1994 en Nueva York. El equipo había sido el campeón nacional de Indonesia.

#### Tailandia

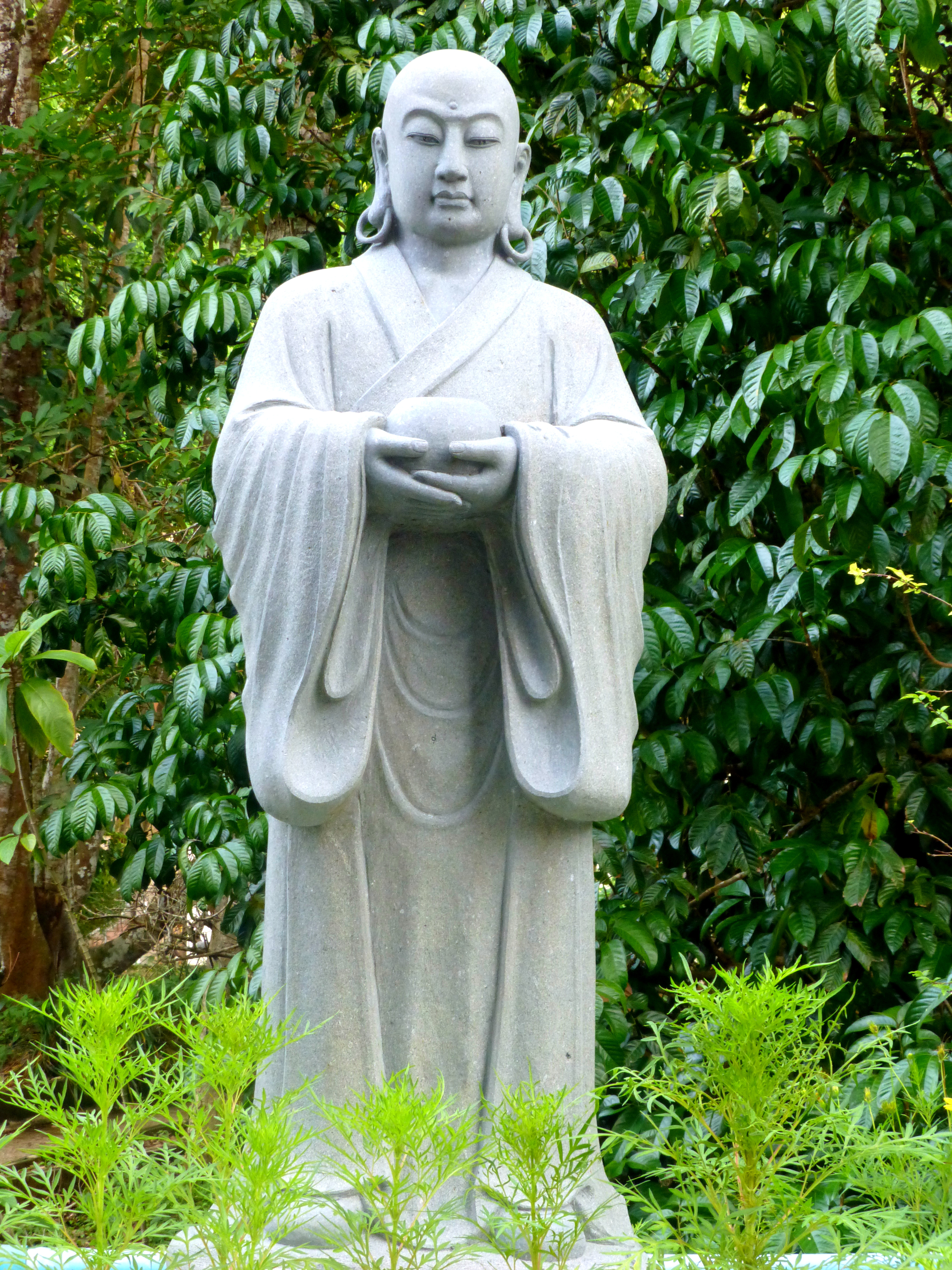
Algunos tailandeses dicen que Ananda fue un kathoey en muchas vidas anteriores.

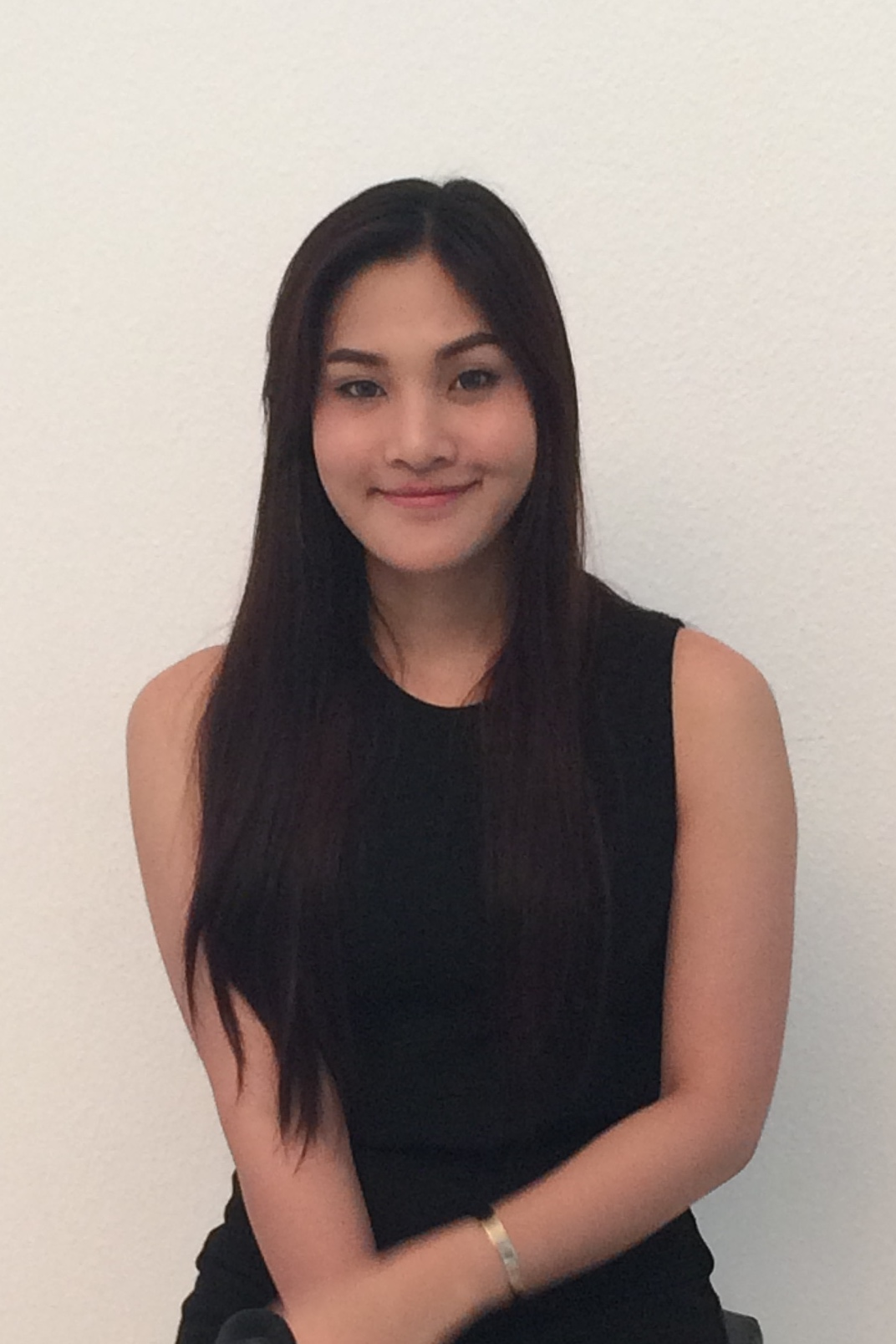
en, mujer trans tailandesa y miembro de la banda kathoey en

Algunos estudiosos (especialmente tailandeses) identifican los géneros tercero y cuarto documentados en el Tipitaka con el kathoey, una categoría de tercer género que ya formaba parte de la cultura tradicional tailandesa y jemer en la época en que se compuso la escritura, hace unos 2100 años. Algunos budistas (especialmente tailandeses) dicen que Ananda (primo y asistente de Buda) nació como kathoey / transgénero en muchas vidas anteriores, sino que era para expiar una fechoría pasada.
La categoría de kathoey estaba históricamente abierta a las personas de sexo masculino, femenino e intersexual. Desde los años 70, el término ha pasado a ser utilizado (por otros) para designar principalmente a travestis o mujeres trans, Estas últimas suelen referirse a sí mismas simplemente como "phuying" ("mujeres"); una minoría se refiere a sí misma como "phuying praphet song" ("mujeres de segundo tipo") o "sao praphet song" ("hembras de segundo tipo"), y sólo muy pocos se refieren a sí mismos como "kathoey". Kathoey se traduce a veces en español y en inglés como "ladyboy".
Tailandia se ha convertido en un centro de realización de cirugía de reasignación de sexo, y ahora realiza más que cualquier otro país. En 2015, el gobierno propuso reconocer a las personas del tercer género en la constitución, pero, en cambio, sólo mantuvo la protección de las personas con independencia de su phet ("sexo"), lo que se interpretó que incluía a las personas trans; el tercer género no se reconoce en los documentos de identidad.

## Europa
Véase también: la Cronología de la historia LGBT en ⟶  Islandia, Noruega

### Historia temprana
En todo el Mediterráneo hay dibujos y figuras de hace unos 9.000 a 3.700 años que representan a seres humanos andróginos y sin género en entornos domésticos, religiosos y funerarios.
Cerca de lo que hoy es Praga, se encontró un entierro de hace 4.900 a 4.500 años de un esqueleto biológicamente masculino vestido de mujer con ajuar funerario femenino, que algunos arqueólogos consideran un entierro transgénero temprano.

### Antigua Grecia, la antigua Roma y Bizancio

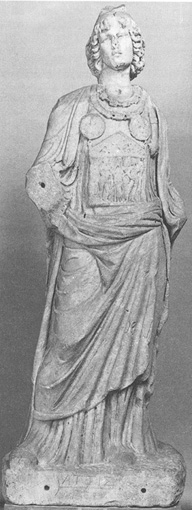
Estatua del siglo II de un sacerdote galo

En la antigua Grecia, Frigia, y en la República y el Imperio Romano, Cibeles y Atis eran adorados por los sacerdotes galli (documentado desde alrededor de 200 a. C. hasta alrededor de 300 d. C.) que llevaban ropa femenina, se referían a sí mismos como mujeres y a menudo se castraban, y, por lo tanto, han sido considerados como figuras transgénero tempranas.
En Roma también se practicaba el travestismo durante la Saturnalia, lo que, según algunos, reforzaba las identidades de género establecidas al hacer inaceptables tales prácticas fuera de ese rito. Los romanos también veían el travestismo de forma negativa y lo imponían como castigo, como cuando Charondas de Catane decretó que los desertores llevaran ropa femenina durante tres días o cuando, tras la derrota de Craso, los persas colgaron a un doble del general muerto vestido de mujer.

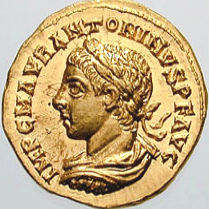
Moneda romana áureo que representa a Elagabalus

Las mujeres que se vestían de hombre podían tener acceso a las oportunidades masculinas, como se representa en la historia ficticia de una mujer ateniense que se viste de hombre para votar en la ekklesia en Ekklesiazusae de Aristófanes o cuando Agnodice de Atenas se vistió de hombre para licenciarse en medicina, Axiotea de Fliunte se travestió para asistir a las conferencias de Platón, y la esposa de Calvisio Sabino se vistió de soldado para unirse a un campamento militar.
Los historiadores romanos dicen que el emperador romano Elagabalus (c. 204-222) se depilaba, usaba maquillaje y pelucas, rechazaba que le llamaran señor y prefería que le llamaran señora, y ofrecía grandes sumas de dinero a cualquier médico que pudiera  dotar al cuerpo imperial de genitales femeninos. A pesar de haberse casado con varias mujeres, la relación más estable del sirio fue con el conductor de carros Hierocles, y Casio Dio dice que Elagabalus se deleitaba en ser llamado amante, esposa y reina de Hierocles. Por ello, el emperador Severo ha sido considerado por algunos autores como transgénero o transexual.

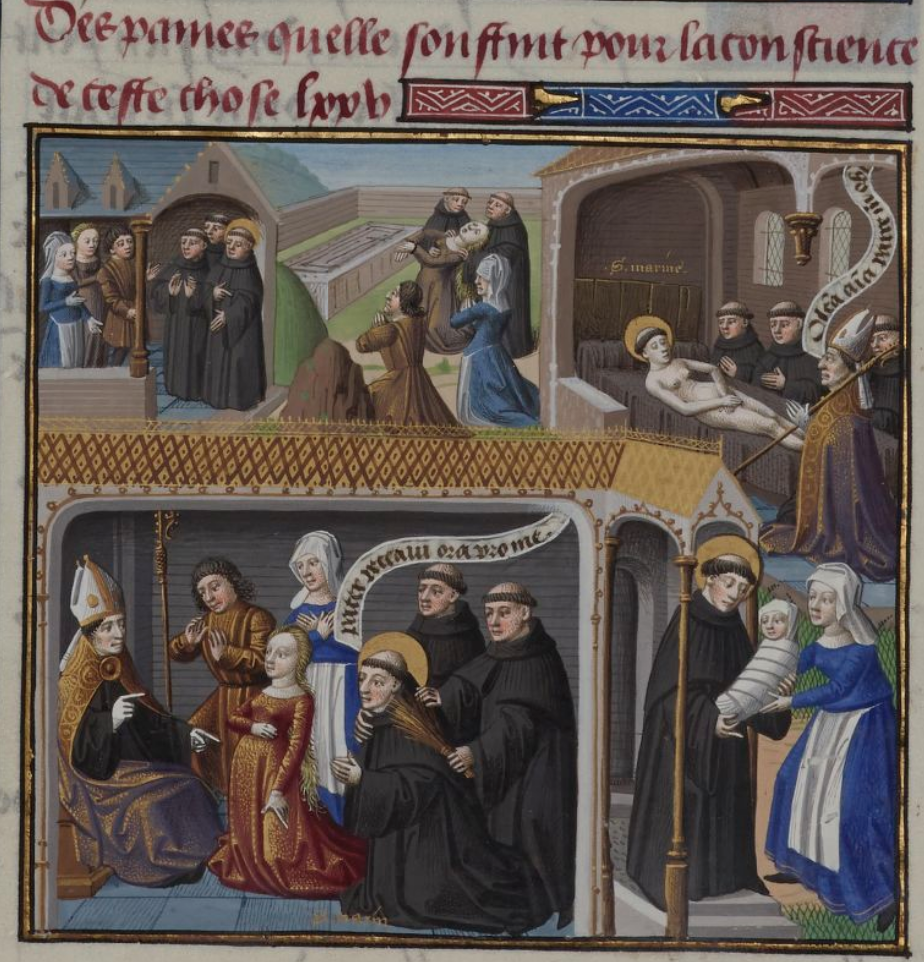
Manuscrito iluminado del Speculum Historiale de Vincent de Beauvais mostrando la historia de Marina de Bitinia (Paris, BnF, Français 51 f.201v); la esquina superior derecha muestra la revelación de que Marinos/Marina tiene pechos.

En el siglo VI, Anastasia la Patricia huyó de la vida en la corte de Justiniano I en Constantinopla para pasar veintiocho años (hasta su muerte) vestida de monje masculino en Egipto, llegando a ser visto por algunos hoy en día como un santo transgénero. Los textos coptos de esa época (siglos V a IX), al igual que los textos de toda Europa, hablan de muchas personas asignadas femenino que pasan a vivir como hombres; en uno de ellos, una monástica llamada Hilaria (hija de Zeno) se viste de hombre, consigue reducir el tamaño de los pechos y el cese de la menstruación mediante el ascetismo, y llega a ser aceptada por sus compañeros monjes como varón, Hilarión, y por algunos estudiosos modernos como trans; la historia de Marinos (Marina), otra bizantina, que se hizo monje en el Líbano, es similar.
Otras hagiografías bizantinas describen a eunucos, que ocupaban una especie de tercer género, como Ignacio de Constantinopla (que llegó a ser patriarca de Constantinopla y santo).

### Edad Media
Un estudio de 2021 concluyó que una tumba de 1050 a 1300 en Hattula, Finlandia, que contenía un cuerpo enterrado con ropa femenina con broches, pieles valiosas y una espada sin mango (con una segunda espada enterrada más tarde sobre la tumba original), que los investigadores anteriores especularon que se trataba de dos cuerpos (uno masculino y otro femenino) o de una mujer poderosa, era una persona con síndrome de Klinefelter y que "el contexto general de la tumba indica que se trataba de una persona respetada cuya identidad de género bien podría haber sido no binaria".
En el libro de 1322 Even Boḥan, Kalonymus ben Kalonymus (de Provenza, Francia) escribió un poema en el que se lamenta y maldice haber nacido varón, calificando el pene de "defecto" y deseando haber sido creado como mujer, lo que algunos autores ven como una expresión de disforia de género e identificación como mujer trans.
En 1394, las autoridades londinenses detuvieron a una trabajadora sexual vestida de mujer que respondía al nombre de Eleanor Rykener. Rykener declaró haber conseguido primero ropa de mujer, y haber aprendido a bordar (tal vez completando un aprendizaje, como hacían las aprendices) y a acostarse con hombres a cambio de una paga, de Elizabeth Brouderer; Rykener también se acostó con mujeres. El testimonio de Rykener ofrece una visión de las identidades sexuales medievales. Carolyn Dinshaw sugiere que el hecho de que Rykener viviera y trabajara en Oxford como mujer durante algún tiempo indica que Rykener disfrutaba haciéndolo, y Cordelia Beattie dice que "es evidente que [Rykener] podía pasar por mujer", y que pasar "en la vida cotidiana habría implicado otros comportamientos de género"; La historiadora Ruth Mazo Karras sostiene que Rykener era una mujer trans, y que también podría describirse como bisexual. La historiadora Judith Bennett sostiene que la gente estaba lo suficientemente familiarizada con el hermafroditismo como para que "las repetidas incursiones de Rykener en el espacio entre lo 'masculino' y lo 'femenino' pudieran haber sido tan poco llamativas en las calles del Londres del siglo XIV como lo serían en el Soho de hoy", mientras que Robert Mills sostiene que los funcionarios habrían estado aún más preocupados por el cambio de roles de género de Rykener que por el trabajo sexual.
Algunas obras medievales exploran la transformación de mujer a hombre y las figuras trans. En el Roman de Silence francés del siglo XIII, la Naturaleza y la Crianza personificadas tratan de influir en un niño nacido niña pero criado niño, que anhela hacer algunas cosas femeninas pero también disfruta de la vida como hombre antes de que se le ponga una identidad y ropa femenina al final de la historia; El silencio se ha considerado (al menos temporalmente) transgénero. El Livre de la mutacion de Fortune (1403) de Christine de Pizan abre "Yo, que antes era una mujer, soy ahora de hecho un hombre [...] mi actual autodescripción es la verdad. Pero voy a describir por medio de la ficción el hecho de mi transformación" utilizando la metáfora de Iphis e Ianthe (un mito que también recogió Iphis e Ianthe de John Gower), lo que lleva a algunos estudiosos modernos a considerar también a la protagonista de Fortuna (y a la de Gower) como transgénero.

#### Las personas transgénero y la iglesia cristiana medieval
Las figuras trans y los rasgos de género no normativos fueron reconocidos por la iglesia medieval, y a menudo se interpretaron como expresiones del plan de Dios, en lugar de desviaciones del mismo. Muchos santos y clérigos transexuales fueron celebrados y ensalzados por la Iglesia medieval. Las personas trans fueron canonizadas en los primeros tiempos del cristianismo debido a sus "vidas extraordinarias" y a la opinión de que fueron extraordinariamente bendecidas por Dios. Sin embargo, a medida que la iglesia medieval desarrolló políticas y procedimientos más estrictos, su visión de las personas trans cambió.
El monje Marinos se utiliza a menudo como ejemplo de una persona transgénero en el clero. Las fuentes varían, pero es probable que Marinos viviera entre los siglos V y VIII cerca de la actual Siria. Marinos, aunque se le asignó el sexo femenino al nacer, eligió entrar en un monasterio como monje, siguiendo a su padre y diciendo que la modestia y la abstinencia propias de la vida de un monje protegerían su identidad. Fue expulsado del monasterio después de que una mujer lo acusara de haberla dejado embarazada, pero nunca refutó las afirmaciones hechas contra él, ya que hacerlo implicaría revelar sus genitales; en cambio, fue el padre del niño y finalmente se le permitió volver al monasterio junto con su hijo. Su sexo sólo se descubrió después de su muerte. La Iglesia católica y la Iglesia ortodoxa lo nombraron santo.
El tema del "disfraz sexual" era popular, sobre todo en el primer monacato. Numerosas mujeres ermitañas que vivían solas en el desierto se vestían de forma idéntica a los hombres ermitaños. María de Egipto, que nació en Alejandría a principios del siglo V, es un ejemplo popular de "santa castrada". En las representaciones que se hacen de ella tras su conversión a la vida ascética, tanto en el arte visual como en los relatos personales, María aparece aparentemente sin género. Cuando se despojó de todos los aspectos de su identidad anterior, también parecía haberse despojado de su género. [Tecla, contemporánea del apóstol Pablo, se afeitó la cabeza y se vistió de hombre para demostrar su devoción y piedad. Ella, al igual que María de Egipto, se despojó de su identidad femenina en pos de un estilo de vida devotamente religioso.
La historiadora Caroline Walker Bynum ha explorado la idea de Jesús como figura andrógina. En el siglo XII, la idea de la "madre Jesús" empezó a aparecer cada vez más en los textos religiosos. En muchos textos cistercienses se describe a Jesús como hijo de Dios y madre de todos los hombres. Se le atribuyen rasgos como la crianza y el afecto, que no se utilizaban para describir a los hombres en aquella época, presentando a Jesús como algo entre lo claramente masculino y lo claramente femenino.
Las ideas trans continuaron apareciendo en los escritos religiosos a lo largo de la Edad Media. Una historia que tendió un puente entre las ideas seculares y religiosas sobre la transexualidad es la historia ficticia de Blanchandín, que permite conocer las actitudes hacia los transexuales en la Edad Media. La chanson de geste del siglo XIV Tristan de Nanteuil detalla cómo Blanchandin se transformó físicamente de mujer a hombre para ser padre de San Gilles, siendo visitado por un ángel que le da testículos y un pene. Más que una transgresión contra el orden natural de las cosas, esta transición es vista como una "expresión radiante de la voluntad de Dios". Se considera que Blanchandín tiene una relación especial con Dios y con su misión en la tierra.
Hacia finales del siglo XIII, la opinión de la Iglesia sobre las personas trans comenzó a cambiar. La Iglesia adoptó una postura más firme en cuestiones como las expresiones de género no normativas. A medida que aumentaban las tensiones entre el cristianismo y el judaísmo, también lo hacía la división entre quiénes formaban parte de la iglesia y quiénes no. Las personas que no encajaban perfectamente en el binario de género no encajaban en la iglesia. La doctrina religiosa insistía en que los individuos intersexuales eligieran un órgano sexual u otro para realizar actos sexuales, para no ser acusados de practicar la sodomía. Los cátaros, que borraron toda idea de sexo y género de su sistema de creencias, fueron tachados de herejes. La reacción de la Iglesia a los cátaros ejemplificó una tendencia mayor dentro de la Iglesia medieval, que no aceptaba el rechazo del binario de género.

### Alemania

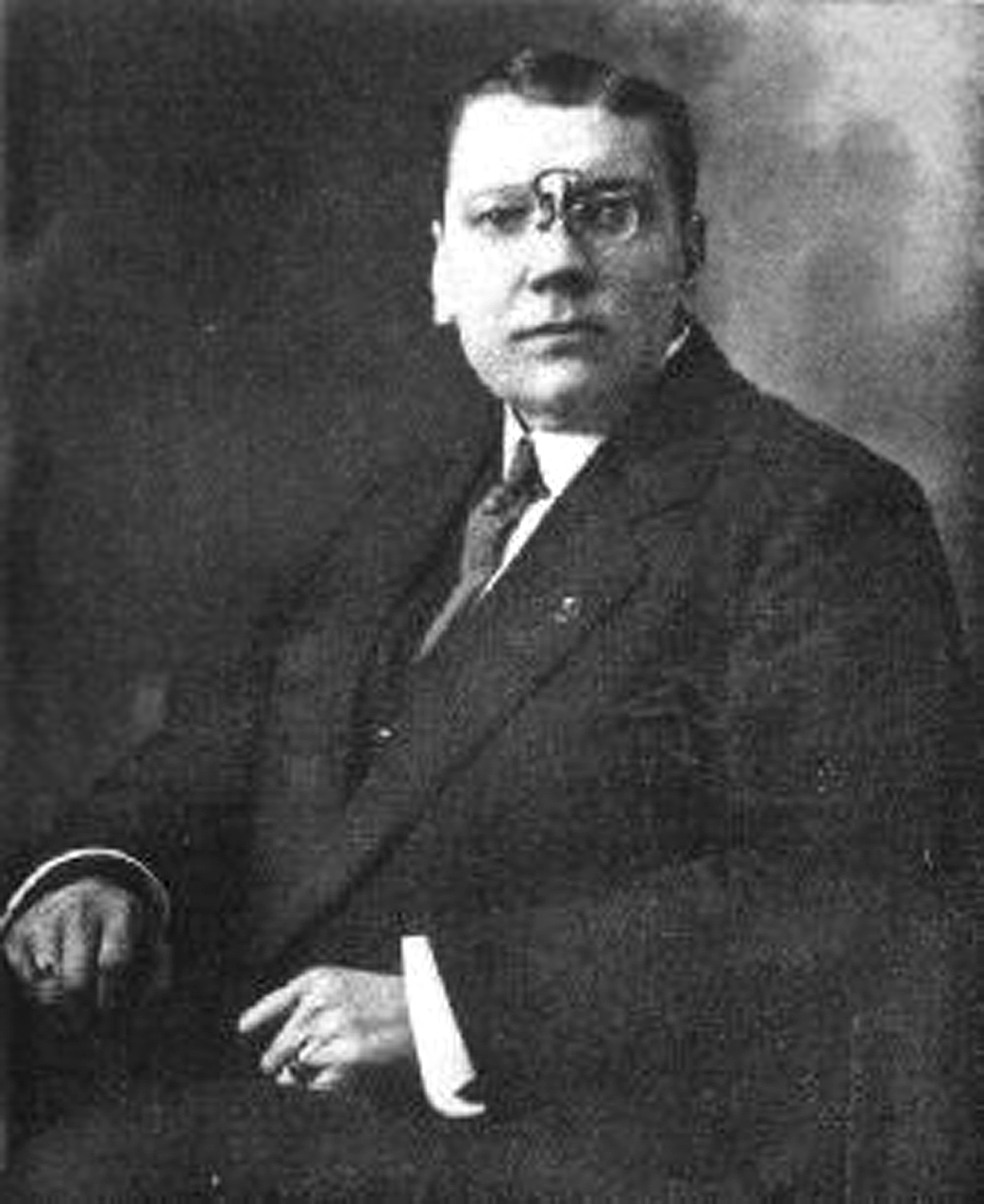
Anna P, que vivió durante muchos años como un hombre, fue fotografiada para el libro de Magnus Hirschfeld Intermediarios sexuales en 1922.

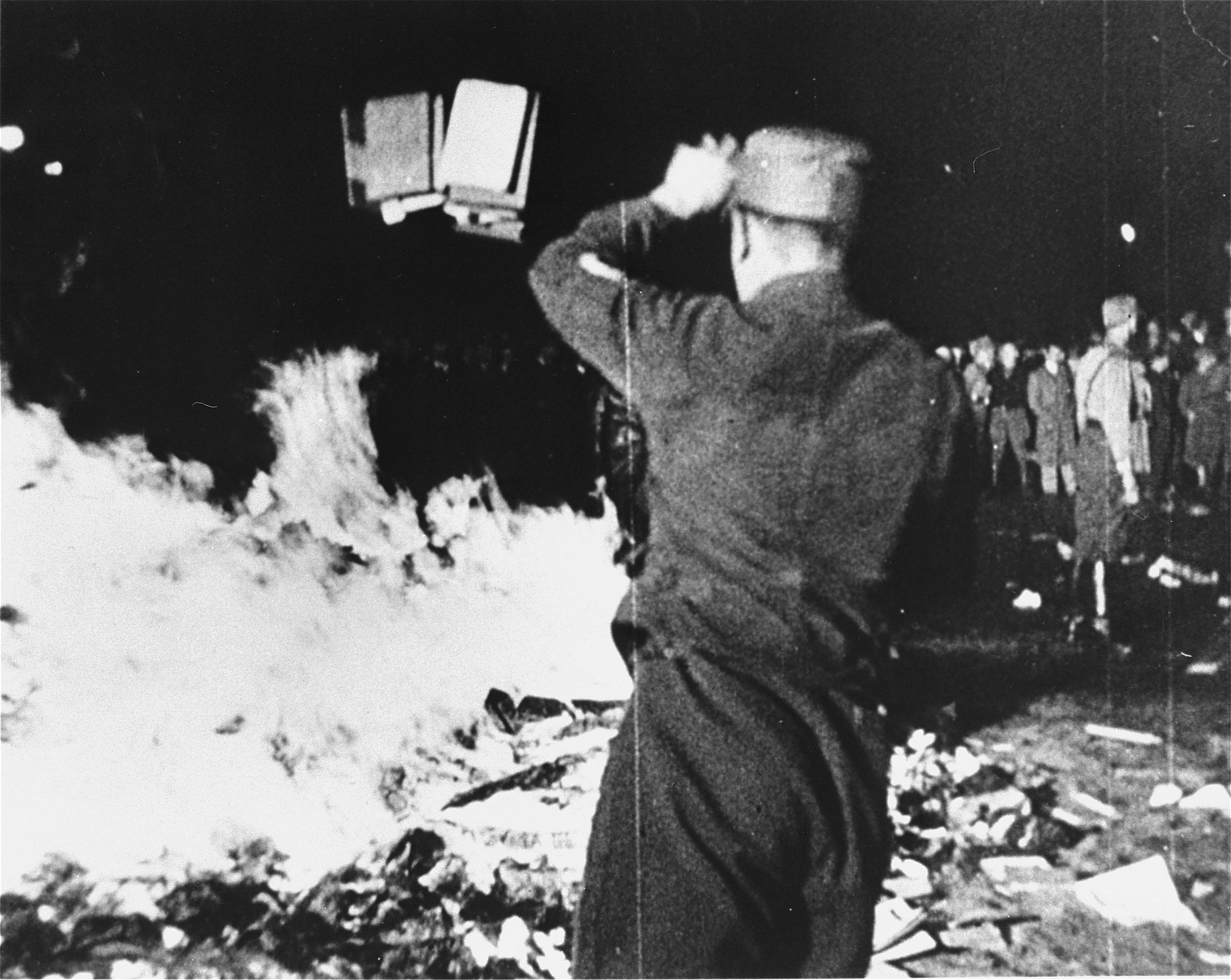
El 10 de mayo de 1933, los nazis quemaron la biblioteca del Institut für Sexualwissenschaft.

A principios del siglo XX, los transexuales se convirtieron en un tema de interés popular en Alemania, cubierto por varias biografías y la prensa liberal simpatizante de Berlín. En 1906, Karl M. Baer se convirtió en uno de los primeros hombres trans conocidos en someterse a una cirugía de reasignación de sexo, y en 1907 obtuvo el pleno reconocimiento legal de su género con un nuevo certificado de nacimiento, se casó con su primera esposa y publicó una autobiografía semificcionada, Aus eines Mannes Mädchenjahren ("Memorias de los años de soltería de un hombre"); en 1938, emigró a Palestina. Ese mismo año, la socialité brasileña Dina Alma de Paradeda se trasladó a Breslau y se comprometió con un profesor varón, antes de suicidarse, tras lo cual un médico reveló que su cuerpo era masculino. Esto la convirtió en una de las primeras mujeres trans conocidas por su nombre en Europa Central o de origen sudamericano. Una biografía publicada en 1907, Tagebuch einer männlichen Braut ('Diario de una novia masculina'), se basó supuestamente en su diario.
Durante la República de Weimar, Berlín era una ciudad liberal con uno de los movimientos LGBT más activos del mundo. Magnus Hirschfeld cofundó en Berlín el Comité Científico Humanitario (WhK) y buscó el reconocimiento social de los hombres y mujeres homosexuales y transexuales; con sucursales en varios países, el comité fue (a pequeña escala) la primera organización internacional LGBT. En 1919, Hirschfeld cofundó el Institut für Sexualwissenschaft, un instituto de investigación en sexología con una biblioteca de investigación, un gran archivo y una oficina de asesoramiento matrimonial y sexual. El instituto fue pionero a nivel mundial en la reivindicación de los derechos civiles y la aceptación social de los homosexuales y transexuales. Hirschfeld acuñó la palabra travestido. En 1930 y 1931, con la ayuda de Hirschfeld (y de otros médicos), Dora Richter se convirtió en la primera mujer trans conocida que se sometió a una vaginoplastia, junto con la extirpación del pene (tras la extirpación de los testículos varios años antes), y Lili Elbe se sometieron a cirugías similares en Dresde, incluyendo un infructuoso trasplante de ovarios y útero, cuyas complicaciones le causaron la muerte. En 1933, los nazis quemaron la biblioteca del instituto.
El 12 de junio de 2003, el Tribunal Europeo de Derechos Humanos falló a favor de Van Kück, una mujer trans alemana cuya compañía de seguros le denegó el reembolso de la cirugía de reasignación de sexo y de la Terapia de sustitución hormonal, que demandó en virtud del Artículo 6 y del Artículo 8 del Convención Europea de Derechos Humanos.

### Balcanes

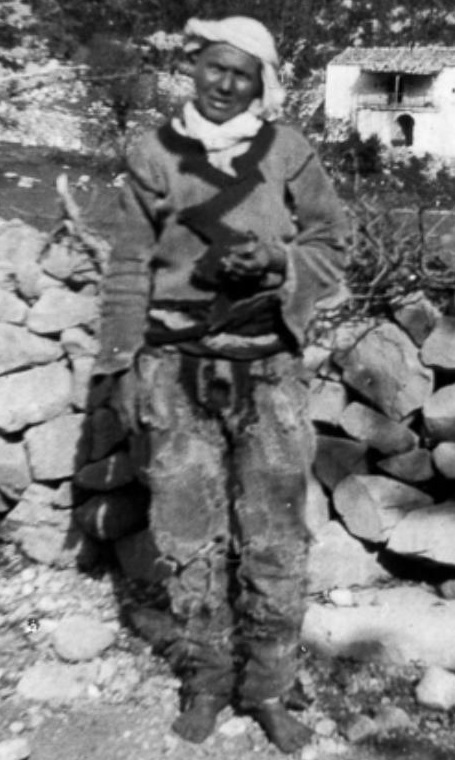
Virgen juramentada en Albania en 1908

Las virgenes juramentadas, como Stana Cerović, son personas asignadas como mujeres al nacer que hacen la transición para vivir como hombres, por deseo personal o a instancias de la familia o la necesidad; se visten como hombres, se relacionan con hombres, realizan actividades masculinas y suelen referirse a ellas con pronombres masculinos dentro y fuera de su presencia. Toman su nombre del voto de celibato que tradicionalmente hacían. El género, que se encuentra entre varios grupos nacionales y religiosos de los Balcanes (incluidos los musulmanes y cristianos de Albania, Bosnia, Macedonia y Dalmacia), data al menos del siglo XV. Se cree que es el único rol de género transmasculino tradicional y formalmente definido socialmente en Europa, pero se ha sugerido que puede ser una supervivencia de una categoría de género europea precristiana más extendida. En Serbia hoy, desde 2019, las personas trans pueden cambiar de género legal tras la aprobación de un psiquiatra y un endocrinólogo, sin pasar por el quirófano; una mujer trans notable es Helena Vuković, una ex comandante del ejército.

### Bélgica
Desde 2017, los belgas tienen derecho a cambiar de género legal sin necesidad de esterilización. Muchos hospitales belgas están especializados en cirugía de reasignación de sexo, lo que atrae a pacientes de otros países, como Francia. El 1 de octubre de 2020, Petra De Sutter juró su cargo como vice primera ministra de Bélgica bajo el mandato de Alexander de Croo, convirtiéndose en la política trans más veterana de Europa; De Sutter fue anteriormente Senadora belga y Diputada al Parlamento Europeo, y es ginecóloga y jefe del departamento de medicina reproductiva del Hospital Universitario de Gante

### Dinamarca

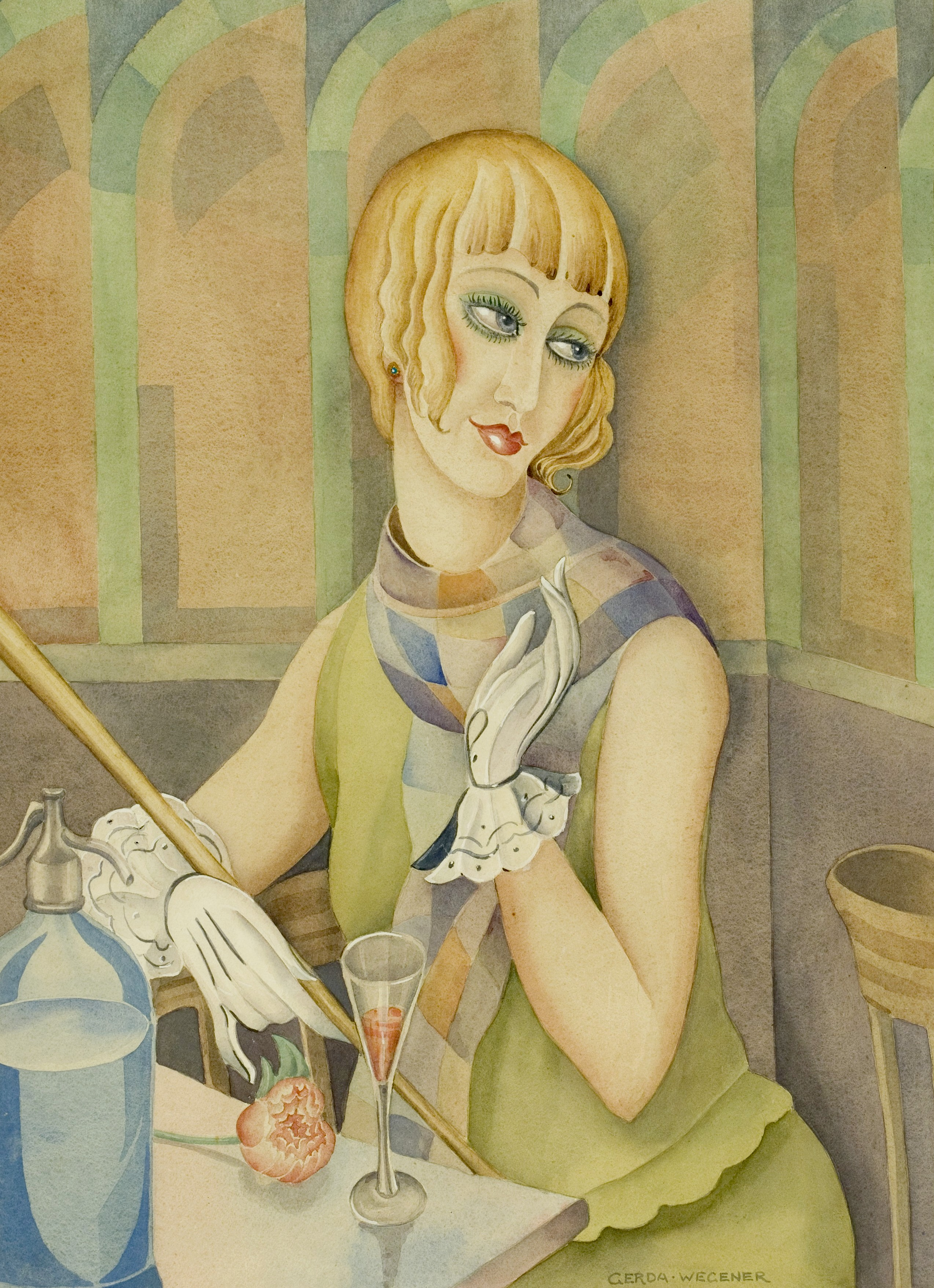
Lili Elbe

Lili Elbe fue una mujer trans danesa y una de las primeras receptoras de cirugía de reasignación de sexo. A Elbe se le asignó un sexo masculino al nacer y era un pintor de éxito antes de la transición. Transicionó en 1930 y cambió su nombre legal por el de Lili Ilse Elvenes,: 311–314  y murió en 1931 por complicaciones después de un trasplante de ovario y útero.
Dinamarca también es conocida por su papel en la transición de la estadounidense Christine Jorgensen, cuyas operaciones se realizaron en Copenhague a partir de 1951.
En 2017, Dinamarca se convirtió en el primer país del mundo en eliminar las identidades transgénero de su lista de trastornos de salud mental.

### Escandinavia temprana, nórdicos de la era vikinga
La sociedad nórdica estigmatizaba el afeminamiento (especialmente la pasividad sexual, pero también – se dice a veces – el comportamiento transgénero y el travestismo), llamándolo ergi, Al mismo tiempo, las características que los nórdicos veneraban en sus dioses eran complicadas; Odín era hábil en la magia Seidr afeminada, y asumió la forma de una mujer en varios mitos, y Loki también cambió de género en varias ocasiones (por lo que algunas obras modernas etiquetan o representan a la deidad embaucadora como género fluido).
En 2017, los arqueólogos descubrieron que los huesos de un vikingo enterrado en Birka con ajuar funerario masculino eran de mujer; algunos sugirieron que el entierro podría ser de un hombre trans, pero los arqueólogos originales dijeron que no querían aplicar un término "moderno" y preferían ver a la persona como una mujer.

### España
Hay registros de varios individuos en España en el año 1500 que fueron criados como niñas adoptando posteriormente identidades masculinas en diversas circunstancias que algunos historiadores piensan que eran transgénero, incluyendo Eleno de Céspedes y Catalina de Erauso.
Durante la época de Franco, miles de mujeres trans y hombres homosexuales fueron encarcelados, y hoy luchan por una indemnización. En 2007 entró en vigor una ley que permite a las personas trans cambiar los marcadores de género en documentos como los certificados de nacimiento y los pasaportes sin tener que someterse a la esterilización y a la cirugía de reasignación de sexo.

### Francia
Christine de Pisan realiza uno de los primeros relatos sobre la transición de género en su poema alegórico autobiográfico Le Livre de la mutation de fortune.
El Chevalier d'Éon (1728-1810) fue un diplomático y militar francés que apareció públicamente como hombre y ejerció ocupaciones masculinas durante 49 años, pero durante ese tiempo se infiltró con éxito en la corte de la emperatriz Isabel de Rusia presentándose como una mujer, y más tarde promovió (y puede que haya ideado) rumores de que d'Éon había sido asignada como mujer al nacer, y a partir de entonces acordó con el gobierno francés vestirse con ropa de mujer, haciéndolo desde 1777 hasta su muerte. Los médicos que examinaron el cuerpo de d'Éon tras su muerte descubrieron "órganos masculinos en todos los aspectos perfectamente formados", pero también características femeninas; los estudiosos modernos piensan que d'Éon pudo ser una mujer trans y/o intersexual.
Herculine Barbin (1838-1868) fue un individuo francés intersexual que fue asignado como sexo femenino al nacer y criado como una niña. Después de un examen médico a la edad de 22 años, Barbin fue reasignado como varón, y los documentos legales siguieron declarando a Barbin oficialmente varón. Barbin cambió su nombre por el de Abel Barbin, y escribió sus memorias utilizando pronombres femeninos para el periodo anterior a la transición, y pronombres masculinos a partir de entonces, que fueron recuperados (tras el suicidio de Barbin a los 30 años) y publicados en Francia en 1872, y en inglés en 1980. Judith Butler hace referencia al comentario de Michel Foucault sobre Barbin en su libro El género en disputa.
Coccinelle (Jacqueline Charlotte Dufresnoy, 1931 - 2006) fue una actriz, animadora y cantante francesa que debutó como corista transgénero en 1953 y se convirtió en la primera persona a la que se le dio amplia publicidad como caso de reasignación de género en la Europa de posguerra, donde se convirtió en una celebridad internacional y en una renombrada cantante de club. Coccinelle trabajó mucho como activista en favor de las personas transgénero en su vida posterior, fundando la organización "Devenir Femme" ("Convertirse en mujer").
En marzo de 2020, Tilloy-lez-Marchiennes eligió — y en mayo tomó posesión — a Marie Cau como alcaldesa, lo que la convirtió en la primera alcaldesa abiertamente transgénero de Francia.

### Italia

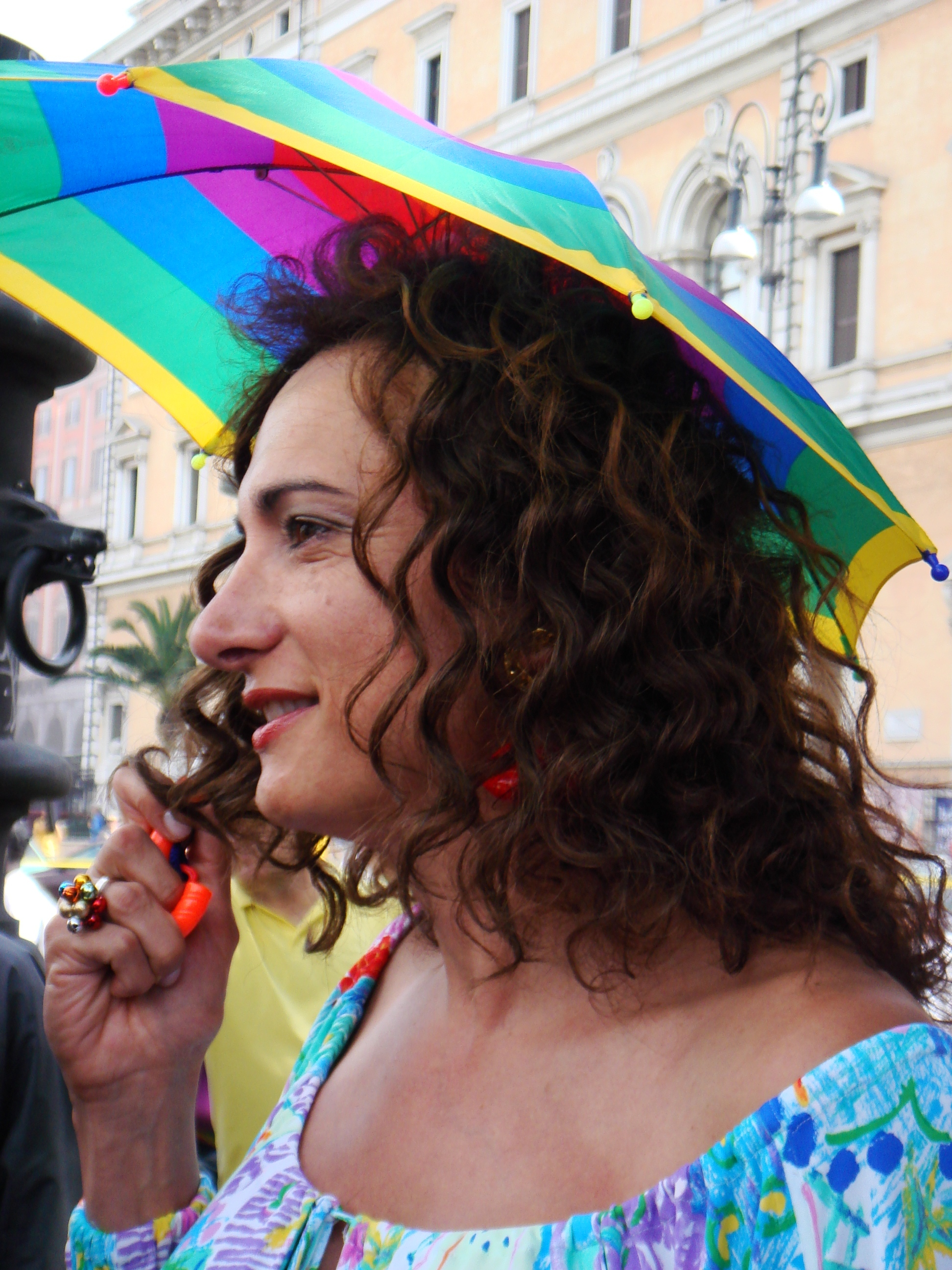
Vladimir Luxuria (2008)

La cultura tradicional de Neapolitano reconocía a los femminielli, una especie de tercer género de personas con expresión de género marcadamente femenina y orientación androfílica/homosexual, que permanecen en gran medida sin estigmatizar.
En 2006 Vladimir Luxuria se convirtió en la primera mujer abiertamente transgénero elegida para el Parlamento italiano y en el primer miembro transgénero de un parlamento en Europa.
En 2015, el Tribunal de Casación dictaminó que la esterilización y la cirugía de reasignación de sexo no eran necesarias para obtener un cambio de sexo legal.
En 2017 Alex Hai salió del armario como hombre trans, convirtiéndose en el primer gondolero abiertamente trans de Venecia.

### Reino Unido

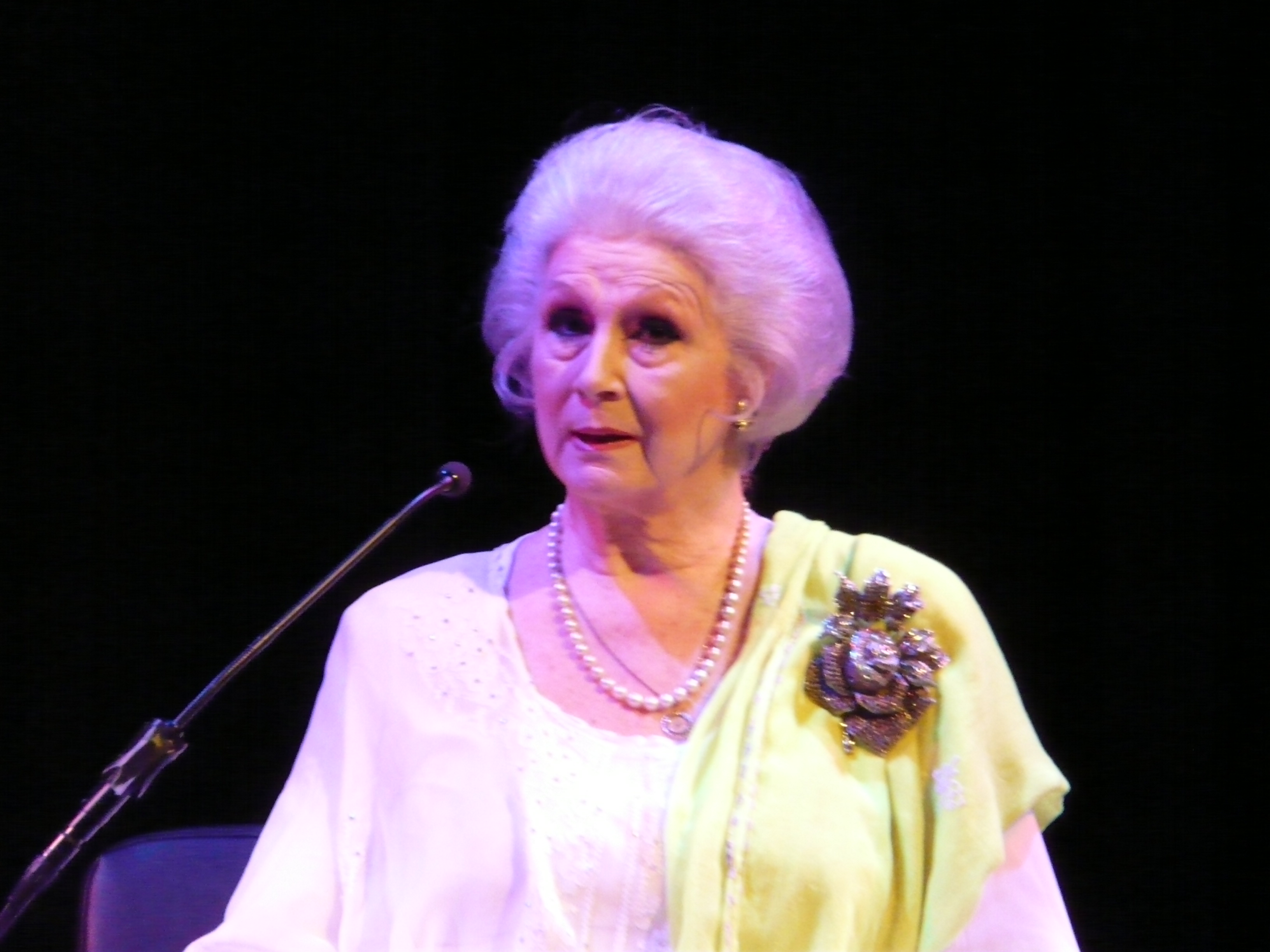
April Ashley en 2009

El cirujano de origen irlandés James Barry tuvo una larga carrera como cirujano y llegó a ocupar el segundo cargo médico del Ejército británico, mejorar las condiciones de los soldados heridos y de los habitantes de Ciudad del Cabo, Sudáfrica, y realizar una de las primeras cesáreas en las que sobrevivieron la madre y el niño.
En 1946, la primera faloplastia de reasignación de sexo fue realizada por un cirujano británico a otro, Harold Gillies a Michael Dillon (una faloplastia anterior fue realizada a un hombre cisgénero en 1936 en Rusia).
En 1961, la modelo inglesa April Ashley se reveló como transgénero; es una de las primeras británicas de las que se tiene constancia que se sometió a una cirugía de reasignación de sexo, y fue nombrada Miembro de la Orden del Imperio Británico (MBE) en 2012 por promover la igualdad trans.
En 2004 se aprobó la Ley de Reconocimiento de Género de 2004, que otorga a las personas transgénero el reconocimiento legal de su género ante la ley con ciertas condiciones.

### Rusia
Desde 2013—cuando el gobierno aprobó una ley contra el "fomento" de las "relaciones no tradicionales"—Rusia se ha vuelto notoriamente hostil, y las personas trans se enfrentan a un acoso cada vez mayor. La clínica de Dmitri Isaev, que proporcionó la autorización médica para la mitad de las cirugías de reasignación de sexo, fue obligada a operar en secreto. En 2019, un tribunal de San Petersburgo, la ciudad más liberal de Rusia, ordenó a una empresa que había despedido a una mujer cuando hizo la transición que la readmitiera.

#### Pueblos indígenas del Extremo Oriente
Entre los Itelmenos de Siberia, se registró en los siglos XVIII y XIX una tercera categoría de género de los koekchuch, individuos a los que se les asignaba un sexo masculino al nacer pero que se vestían como mujeres.

### Turquía
Bülent Ersoy, una cantante turca a la que se le asignó un sexo masculino al nacer, se sometió a una cirugía de reasignación de sexo en abril de 1981. Rüzgar Erkoçlar, actor turco al que se le asignó sexo femenino al nacer, salió del armario como trans en febrero de 2013.

### Unión Soviética
Según los historiadores Dan Healey y Francesca Stella, los estudios sobre las identidades trans en la Unión Soviética han sido fragmentarios y que "se necesita una historia completa del transexual soviético".
Tras las revoluciones de 1917, los derechos LGBT en la Unión Soviética se ampliaron enormemente, incluyendo una mayor conciencia de la diversidad de género. Nikolai Koltsov, director del Instituto de Biología Experimental, declaró que había "una cantidad infinita de sexos intermedios", y Evgenii Fedorovich M., un empleado del Directorio Político del Estado que había nacido como Evgeniia Fedorovna M. y que se presentaba como hombre, afirmaba que "entre nosotros viven personas que no encajan ni en uno ni en otro sexo", que "empezarán a sentirse responsables ante la sociedad y a serle útiles sólo cuando esa sociedad deje de oprimirlos y estrangularlos por su falta de conciencia y su barbarie pequeñoburguesa". En 1929, el Comisariado del Pueblo para la Salud organizó una conferencia sobre "travestis", que incluía debates sobre personas que querían cambiar de sexo y que culminó con una resolución que pedía que se reconociera oficialmente el matrimonio entre personas del mismo sexo. Sin embargo, gran parte de la relativa apertura de la década de 1920 se invirtió en la década de 1930 bajo el mandato de Iósif Stalin, incluyendo la re-criminalización de la homosexualidad en 1933.
En 1961, apareció en la prensa una entrevista con una mujer trans en la que relataba los abusos a los que se enfrentó por parte de los médicos, incluyendo el diagnóstico de esquizofrenia paranoide y los golpes físicos.
En 1968, en la República Socialista Soviética de Letonia, el cirujano Viktor Kalnberz, que había inventado un implante de pene que ya se había utilizado de forma relativamente generalizada en la Unión Soviética y en Europa para tratar la disfunción eréctil, recibió una consulta de un hombre trans sobre el tema de la cirugía de reasignación de sexo. Después de que el paciente se sometiera a consultas con varios especialistas, entre ellos un endocrinólogo y un psiquiatra, Kalnberz pudo obtener la autorización del Ministerio de Sanidad letón para realizar la operación en el transcurso de 1970 a 1972. La actuación de Kalnberz fue revisada posteriormente por un comité especial, que consideró que la operación había sido médicamente necesaria, pero fue amonestado formalmente por el Ministerio de Sanidad soviético.

## Oceanía

### Australia
El primer caso registrado de un australiano que se sometió a una operación de cambio de sexo fue el del sargento Robert James Brooks, exmiembro de la Real Fuerza Aérea Australiana, en febrero de 1956.
La Clínica de Disforia de Género del Hospital Queen Victoria, Melbourne fue creada por la Dra. Trudy Kennedy y el Dr. Herbert Bower en 1975. Se trasladó al Centro Médico Monash en 1989 y cerró en 2009.
Las primeras organizaciones australianas de defensa y derechos de los transexuales se crearon en 1979: la Coalición Transexual de Victoria, con sede en Melbourne, y la Asociación Transexual de Victoria; seguidas en 1981 por la Asociación Transexual Australiana, con sede en Sídney, que incluía a la destacada activista, académica y autora Roberta Perkins.[cita requerida]

### Nueva Zelanda, Islas Cook, Niue

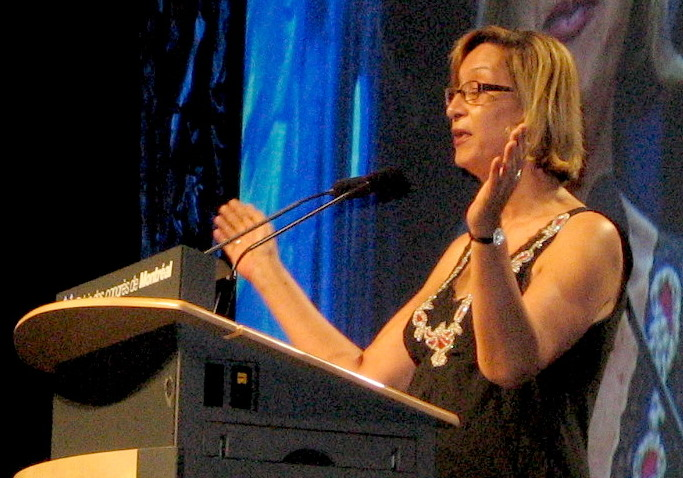
Georgina Beyer en 2006

En 1995, Georgina Beyer se convirtió en la primera alcaldesa abiertamente trans del mundo cuando Carterton (Nueva Zelanda) la eligió, y en 1999, se convirtió en la primera diputada transgénero de un parlamento, ganando la elección para representar a Wairarapa; en 2003, la extrabajadora sexual ayudó a aprobar el Proyecto de Ley de Reforma de la Prostitución que despenalizaba el trabajo sexual.
Algunos maoríes utilizan los términos whakawahine ("como una mujer"), tangata ira tane ("hombre humano") para referirse a las categorías trans-mujer y trans-hombre. El término relacionado fakafifine designa a las personas de sexo masculino en Niue que cumplen un tercer género femenino. Del mismo modo, en las Islas Cook, akava'ine es una palabra en rarotongano (maorí de las Islas Cook) que, debido al contacto transcultural con otros polinesios que viven en Nueva Zelanda (especialmente los samoanos fa'afafine), se utiliza desde la década de 2000 para referirse a las personas transgénero de ascendencia maorí de las Islas Cook.

### Samoa, Tonga, Fiyi y Tahití
En Samoa, los fa'afafine ("a la manera de las mujeres") son un tercer género de origen incierto que se remonta al menos a principios del siglo XX. A los fa'afafines se les asigna el sexo masculino al nacer, y expresan rasgos de género tanto masculinos como femeninos, desempeñando un papel que de otro modo sería desempeñado por las mujeres. La palabra fa'atamaloa se utiliza a veces para designar una categoría o un rol de género trans-masculino o marimacho.
En Tonga, el término relacionado fakafefine o más comúnmente fakaleiti ("a la manera de las damas") denota a las personas con asignación masculina que se visten y trabajan como mujeres y pueden asociarse con los hombres, y se llaman simplemente leiti ("damas"). Son comunes -uno de los hijos del antiguo rey Taufa'ahau Tupou IV (fallecido en 2006) es un leiti- y todavía se les tiene en gran estima, aunque la colonización y la occidentalización han introducido cierta transfobia.
En Fiyi, vakasalewalewa (también escrito vaka sa lewa lewa) son personas de sexo masculino que desempeñan funciones normalmente realizadas por mujeres. En Tahití, los rae rae cumplen una función similar.